# Lista de asteroides (484001-485000)
Esta é uma lista parcial de asteroides, do asteroide número 484001 até o 485000, inclusive. Veja também o índice com todas as listas disponíveis.

| Objeto Próximos à Terra | Cinturão de asteroides (interno) | Cinturão de asteroides (externo) | Centauro       |
| Cruzador de Marte       | Cinturão de asteroides (meio)    | Troianos de Júpiter              | Transnetuniano |

Veja mais dados de cada asteroide na ligação externa para o Minor Planet Center na última coluna.
Índice: 484001... 484101... 484201... 484301... 484401... 484501... 484601... 484701... 484801... 484901... 

## 484001–484100
| Designação | Designação | Descoberta  | Descoberta    | Descobridor(es)     | Categoria | Mais informações / Referência |
| Permanente | Provisória | Data        | Local         | Descobridor(es)     | Categoria | Mais informações / Referência |
| ---------- | ---------- | ----------- | ------------- | ------------------- | --------- | ----------------------------- |
| 484001     | 2006 DD3   | 30 jan 2006 | Kitt Peak     | Spacewatch          | —         | MPC                           |
| 484002     | 2006 DD5   | 20 fev 2006 | Kitt Peak     | Spacewatch          | —         | MPC                           |
| 484003     | 2006 DS11  | 25 dez 2005 | Mount Lemmon  | Mount Lemmon Survey | —         | MPC                           |
| 484004     | 2006 DW19  | 23 jan 2006 | Kitt Peak     | Spacewatch          | —         | MPC                           |
| 484005     | 2006 DW25  | 20 fev 2006 | Kitt Peak     | Spacewatch          | Erigone   | MPC                           |
| 484006     | 2006 DU28  | 20 fev 2006 | Kitt Peak     | Spacewatch          | —         | MPC                           |
| 484007     | 2006 DW37  | 20 fev 2006 | Mount Lemmon  | Mount Lemmon Survey | —         | MPC                           |
| 484008     | 2006 DG38  | 2 fev 2006  | Kitt Peak     | Spacewatch          | —         | MPC                           |
| 484009     | 2006 DY44  | 20 fev 2006 | Kitt Peak     | Spacewatch          | —         | MPC                           |
| 484010     | 2006 DQ48  | 6 fev 2006  | Catalina      | CSS                 | —         | MPC                           |
| 484011     | 2006 DB49  | 26 jan 2006 | Kitt Peak     | Spacewatch          | —         | MPC                           |
| 484012     | 2006 DL52  | 7 jan 2006  | Mount Lemmon  | Mount Lemmon Survey | —         | MPC                           |
| 484013     | 2006 DU58  | 24 fev 2006 | Kitt Peak     | Spacewatch          | —         | MPC                           |
| 484014     | 2006 DU65  | 31 jan 2006 | Catalina      | CSS                 | —         | MPC                           |
| 484015     | 2006 DN75  | 23 jan 2006 | Kitt Peak     | Spacewatch          | —         | MPC                           |
| 484016     | 2006 DK103 | 26 jan 2006 | Mount Lemmon  | Mount Lemmon Survey | —         | MPC                           |
| 484017     | 2006 DA106 | 25 fev 2006 | Mount Lemmon  | Mount Lemmon Survey | —         | MPC                           |
| 484018     | 2006 DN107 | 25 fev 2006 | Kitt Peak     | Spacewatch          | —         | MPC                           |
| 484019     | 2006 DF108 | 25 fev 2006 | Kitt Peak     | Spacewatch          | —         | MPC                           |
| 484020     | 2006 DF118 | 27 fev 2006 | Kitt Peak     | Spacewatch          | —         | MPC                           |
| 484021     | 2006 DL129 | 25 fev 2006 | Kitt Peak     | Spacewatch          | —         | MPC                           |
| 484022     | 2006 DD131 | 25 fev 2006 | Kitt Peak     | Spacewatch          | Brangane  | MPC                           |
| 484023     | 2006 DE140 | 25 fev 2006 | Kitt Peak     | Spacewatch          | —         | MPC                           |
| 484024     | 2006 DA143 | 25 fev 2006 | Kitt Peak     | Spacewatch          | —         | MPC                           |
| 484025     | 2006 DH145 | 25 fev 2006 | Mount Lemmon  | Mount Lemmon Survey | —         | MPC                           |
| 484026     | 2006 DL164 | 27 fev 2006 | Kitt Peak     | Spacewatch          | —         | MPC                           |
| 484027     | 2006 DX175 | 26 jan 2006 | Mount Lemmon  | Mount Lemmon Survey | —         | MPC                           |
| 484028     | 2006 DB176 | 27 fev 2006 | Mount Lemmon  | Mount Lemmon Survey | Mitidika  | MPC                           |
| 484029     | 2006 DR196 | 31 jan 2006 | Kitt Peak     | Spacewatch          | —         | MPC                           |
| 484030     | 2006 DO197 | 5 dez 2005  | Kitt Peak     | Spacewatch          | —         | MPC                           |
| 484031     | 2006 DE202 | 1 fev 2006  | Kitt Peak     | Spacewatch          | —         | MPC                           |
| 484032     | 2006 DE206 | 26 jan 2006 | Mount Lemmon  | Mount Lemmon Survey | —         | MPC                           |
| 484033     | 2006 DU206 | 25 fev 2006 | Mount Lemmon  | Mount Lemmon Survey | —         | MPC                           |
| 484034     | 2006 DG209 | 27 fev 2006 | Kitt Peak     | Spacewatch          | —         | MPC                           |
| 484035     | 2006 DA218 | 25 fev 2006 | Kitt Peak     | Spacewatch          | —         | MPC                           |
| 484036     | 2006 DB218 | 27 fev 2006 | Kitt Peak     | Spacewatch          | —         | MPC                           |
| 484037     | 2006 EJ5   | 2 mar 2006  | Kitt Peak     | Spacewatch          | —         | MPC                           |
| 484038     | 2006 EN24  | 3 mar 2006  | Kitt Peak     | Spacewatch          | —         | MPC                           |
| 484039     | 2006 EC26  | 26 jan 2006 | Kitt Peak     | Spacewatch          | —         | MPC                           |
| 484040     | 2006 EE27  | 2 fev 2006  | Kitt Peak     | Spacewatch          | —         | MPC                           |
| 484041     | 2006 EQ33  | 3 mar 2006  | Catalina      | CSS                 | —         | MPC                           |
| 484042     | 2006 EB37  | 3 mar 2006  | Mount Lemmon  | Mount Lemmon Survey | —         | MPC                           |
| 484043     | 2006 EV46  | 4 mar 2006  | Kitt Peak     | Spacewatch          | —         | MPC                           |
| 484044     | 2006 EP55  | 2 fev 2006  | Kitt Peak     | Spacewatch          | —         | MPC                           |
| 484045     | 2006 ES65  | 25 fev 2006 | Mount Lemmon  | Mount Lemmon Survey | —         | MPC                           |
| 484046     | 2006 FJ20  | 23 mar 2006 | Mount Lemmon  | Mount Lemmon Survey | —         | MPC                           |
| 484047     | 2006 FL41  | 26 mar 2006 | Mount Lemmon  | Mount Lemmon Survey | —         | MPC                           |
| 484048     | 2006 FR44  | 24 mar 2006 | Anderson Mesa | LONEOS              | —         | MPC                           |
| 484049     | 2006 FQ54  | 26 mar 2006 | Kitt Peak     | Spacewatch          | Mitidika  | MPC                           |
| 484050     | 2006 FU54  | 23 mar 2006 | Kitt Peak     | Spacewatch          | —         | MPC                           |
| 484051     | 2006 GF6   | 2 abr 2006  | Kitt Peak     | Spacewatch          | —         | MPC                           |
| 484052     | 2006 GM24  | 2 abr 2006  | Kitt Peak     | Spacewatch          | Mitidika  | MPC                           |
| 484053     | 2006 GH34  | 7 abr 2006  | Catalina      | CSS                 | —         | MPC                           |
| 484054     | 2006 GG35  | 2 fev 2006  | Mount Lemmon  | Mount Lemmon Survey | —         | MPC                           |
| 484055     | 2006 GG45  | 7 abr 2006  | Mount Lemmon  | Mount Lemmon Survey | —         | MPC                           |
| 484056     | 2006 GH48  | 23 mar 2006 | Mount Lemmon  | Mount Lemmon Survey | —         | MPC                           |
| 484057     | 2006 GK48  | 9 abr 2006  | Kitt Peak     | Spacewatch          | Mitidika  | MPC                           |
| 484058     | 2006 GT54  | 2 abr 2006  | Kitt Peak     | Spacewatch          | —         | MPC                           |
| 484059     | 2006 GV54  | 8 abr 2006  | Kitt Peak     | Spacewatch          | —         | MPC                           |
| 484060     | 2006 HZ    | 18 abr 2006 | Anderson Mesa | LONEOS              | —         | MPC                           |
| 484061     | 2006 HX8   | 19 abr 2006 | Kitt Peak     | Spacewatch          | —         | MPC                           |
| 484062     | 2006 HZ14  | 19 abr 2006 | Mount Lemmon  | Mount Lemmon Survey | —         | MPC                           |
| 484063     | 2006 HV44  | 24 mar 2006 | Kitt Peak     | Spacewatch          | —         | MPC                           |
| 484064     | 2006 HG48  | 24 abr 2006 | Kitt Peak     | Spacewatch          | —         | MPC                           |
| 484065     | 2006 HL54  | 2 mar 2006  | Mount Lemmon  | Mount Lemmon Survey | —         | MPC                           |
| 484066     | 2006 HU114 | 26 abr 2006 | Kitt Peak     | Spacewatch          | Mitidika  | MPC                           |
| 484067     | 2006 HH154 | 29 abr 2006 | Kitt Peak     | Spacewatch          | —         | MPC                           |
| 484068     | 2006 JE8   | 19 abr 2006 | Mount Lemmon  | Mount Lemmon Survey | —         | MPC                           |
| 484069     | 2006 JV9   | 1 mai 2006  | Kitt Peak     | Spacewatch          | —         | MPC                           |
| 484070     | 2006 JT27  | 8 abr 2006  | Kitt Peak     | Spacewatch          | —         | MPC                           |
| 484071     | 2006 JQ81  | 6 mai 2006  | Mount Lemmon  | Mount Lemmon Survey | —         | MPC                           |
| 484072     | 2006 KY12  | 20 mai 2006 | Kitt Peak     | Spacewatch          | —         | MPC                           |
| 484073     | 2006 KM20  | 20 mai 2006 | Anderson Mesa | LONEOS              | —         | MPC                           |
| 484074     | 2006 KN38  | 21 mai 2006 | Anderson Mesa | LONEOS              | —         | MPC                           |
| 484075     | 2006 KX43  | 8 mai 2006  | Mount Lemmon  | Mount Lemmon Survey | —         | MPC                           |
| 484076     | 2006 KW47  | 8 mai 2006  | Kitt Peak     | Spacewatch          | —         | MPC                           |
| 484077     | 2006 KD76  | 24 mai 2006 | Catalina      | CSS                 | —         | MPC                           |
| 484078     | 2006 KO77  | 24 mai 2006 | Mount Lemmon  | Mount Lemmon Survey | —         | MPC                           |
| 484079     | 2006 KS83  | 21 mai 2006 | Kitt Peak     | Spacewatch          | —         | MPC                           |
| 484080     | 2006 KO107 | 7 abr 2006  | Kitt Peak     | Spacewatch          | —         | MPC                           |
| 484081     | 2006 OW4   | 21 jul 2006 | Catalina      | CSS                 | —         | MPC                           |
| 484082     | 2006 PY15  | 15 ago 2006 | Palomar       | NEAT                | —         | MPC                           |
| 484083     | 2006 PL21  | 15 ago 2006 | Palomar       | NEAT                | —         | MPC                           |
| 484084     | 2006 QS5   | 16 ago 2006 | Siding Spring | SSS                 | —         | MPC                           |
| 484085     | 2006 QT5   | 18 ago 2006 | Reedy Creek   | J. Broughton        | —         | MPC                           |
| 484086     | 2006 QB7   | 17 ago 2006 | Palomar       | NEAT                | Phocaea   | MPC                           |
| 484087     | 2006 QY33  | 18 ago 2006 | Anderson Mesa | LONEOS              | —         | MPC                           |
| 484088     | 2006 QO45  | 19 ago 2006 | Kitt Peak     | Spacewatch          | —         | MPC                           |
| 484089     | 2006 QZ47  | 21 ago 2006 | Palomar       | NEAT                | —         | MPC                           |
| 484090     | 2006 QF70  | 21 ago 2006 | Kitt Peak     | Spacewatch          | —         | MPC                           |
| 484091     | 2006 QB115 | 27 ago 2006 | Anderson Mesa | LONEOS              | —         | MPC                           |
| 484092     | 2006 QB164 | 29 ago 2006 | Catalina      | CSS                 | —         | MPC                           |
| 484093     | 2006 RA2   | 30 ago 2006 | Anderson Mesa | LONEOS              | —         | MPC                           |
| 484094     | 2006 RT11  | 29 ago 2006 | Catalina      | CSS                 | —         | MPC                           |
| 484095     | 2006 RU20  | 15 set 2006 | Socorro       | LINEAR              | —         | MPC                           |
| 484096     | 2006 RE36  | 14 set 2006 | Catalina      | CSS                 | —         | MPC                           |
| 484097     | 2006 RL54  | 14 set 2006 | Kitt Peak     | Spacewatch          | Phocaea   | MPC                           |
| 484098     | 2006 RL59  | 15 set 2006 | Kitt Peak     | Spacewatch          | —         | MPC                           |
| 484099     | 2006 RR80  | 15 set 2006 | Kitt Peak     | Spacewatch          | —         | MPC                           |
| 484100     | 2006 RM82  | 15 set 2006 | Kitt Peak     | Spacewatch          | —         | MPC                           |

## 484101–484200
| Designação | Designação | Descoberta  | Descoberta    | Descobridor(es)     | Categoria | Mais informações / Referência |
| Permanente | Provisória | Data        | Local         | Descobridor(es)     | Categoria | Mais informações / Referência |
| ---------- | ---------- | ----------- | ------------- | ------------------- | --------- | ----------------------------- |
| 484101     | 2006 RH84  | 15 set 2006 | Kitt Peak     | Spacewatch          | —         | MPC                           |
| 484102     | 2006 RD88  | 15 set 2006 | Kitt Peak     | Spacewatch          | Phocaea   | MPC                           |
| 484103     | 2006 RM93  | 21 jul 2006 | Mount Lemmon  | Mount Lemmon Survey | —         | MPC                           |
| 484104     | 2006 RJ115 | 14 set 2006 | Mauna Kea     | J. Masiero          | —         | MPC                           |
| 484105     | 2006 RL122 | 28 ago 2006 | Kitt Peak     | Spacewatch          | —         | MPC                           |
| 484106     | 2006 SC3   | 16 set 2006 | Catalina      | CSS                 | —         | MPC                           |
| 484107     | 2006 SK11  | 16 set 2006 | Socorro       | LINEAR              | —         | MPC                           |
| 484108     | 2006 SK25  | 18 ago 2006 | Kitt Peak     | Spacewatch          | —         | MPC                           |
| 484109     | 2006 SX39  | 18 ago 2006 | Kitt Peak     | Spacewatch          | —         | MPC                           |
| 484110     | 2006 SE40  | 27 ago 2006 | Kitt Peak     | Spacewatch          | —         | MPC                           |
| 484111     | 2006 SU41  | 18 set 2006 | Anderson Mesa | LONEOS              | —         | MPC                           |
| 484112     | 2006 SM120 | 18 set 2006 | Catalina      | CSS                 | —         | MPC                           |
| 484113     | 2006 SS145 | 19 set 2006 | Kitt Peak     | Spacewatch          | —         | MPC                           |
| 484114     | 2006 SU149 | 19 set 2006 | Kitt Peak     | Spacewatch          | —         | MPC                           |
| 484115     | 2006 SY151 | 19 set 2006 | Kitt Peak     | Spacewatch          | —         | MPC                           |
| 484116     | 2006 SL157 | 15 set 2006 | Kitt Peak     | Spacewatch          | —         | MPC                           |
| 484117     | 2006 SS206 | 25 set 2006 | Mount Lemmon  | Mount Lemmon Survey | —         | MPC                           |
| 484118     | 2006 SV206 | 18 set 2006 | Kitt Peak     | Spacewatch          | —         | MPC                           |
| 484119     | 2006 SA228 | 26 set 2006 | Kitt Peak     | Spacewatch          | —         | MPC                           |
| 484120     | 2006 SN249 | 15 set 2006 | Kitt Peak     | Spacewatch          | —         | MPC                           |
| 484121     | 2006 SN250 | 19 set 2006 | Kitt Peak     | Spacewatch          | —         | MPC                           |
| 484122     | 2006 SJ260 | 15 set 2006 | Kitt Peak     | Spacewatch          | —         | MPC                           |
| 484123     | 2006 SW264 | 26 set 2006 | Kitt Peak     | Spacewatch          | —         | MPC                           |
| 484124     | 2006 SR267 | 26 set 2006 | Kitt Peak     | Spacewatch          | —         | MPC                           |
| 484125     | 2006 SJ286 | 19 set 2006 | Catalina      | CSS                 | —         | MPC                           |
| 484126     | 2006 SM292 | 17 set 2006 | Catalina      | CSS                 | —         | MPC                           |
| 484127     | 2006 SV292 | 25 set 2006 | Kitt Peak     | Spacewatch          | —         | MPC                           |
| 484128     | 2006 SB297 | 14 set 2006 | Kitt Peak     | Spacewatch          | —         | MPC                           |
| 484129     | 2006 SU310 | 27 set 2006 | Kitt Peak     | Spacewatch          | Eos       | MPC                           |
| 484130     | 2006 SZ316 | 27 set 2006 | Kitt Peak     | Spacewatch          | —         | MPC                           |
| 484131     | 2006 SB318 | 27 set 2006 | Kitt Peak     | Spacewatch          | —         | MPC                           |
| 484132     | 2006 SS328 | 19 set 2006 | Kitt Peak     | Spacewatch          | —         | MPC                           |
| 484133     | 2006 SB347 | 15 set 2006 | Kitt Peak     | Spacewatch          | Eos       | MPC                           |
| 484134     | 2006 SP353 | 30 set 2006 | Catalina      | CSS                 | —         | MPC                           |
| 484135     | 2006 SB379 | 18 set 2006 | Apache Point  | A. C. Becker        | —         | MPC                           |
| 484136     | 2006 SR396 | 18 set 2006 | Kitt Peak     | Spacewatch          | —         | MPC                           |
| 484137     | 2006 SE398 | 28 set 2006 | Mount Lemmon  | Mount Lemmon Survey | —         | MPC                           |
| 484138     | 2006 SM401 | 28 set 2006 | Mount Lemmon  | Mount Lemmon Survey | Eos       | MPC                           |
| 484139     | 2006 SO408 | 30 set 2006 | Mount Lemmon  | Mount Lemmon Survey | —         | MPC                           |
| 484140     | 2006 TO5   | 2 out 2006  | Mount Lemmon  | Mount Lemmon Survey | —         | MPC                           |
| 484141     | 2006 TP15  | 24 set 2006 | Kitt Peak     | Spacewatch          | —         | MPC                           |
| 484142     | 2006 TH23  | 30 set 2006 | Mount Lemmon  | Mount Lemmon Survey | —         | MPC                           |
| 484143     | 2006 TY29  | 25 set 2006 | Mount Lemmon  | Mount Lemmon Survey | —         | MPC                           |
| 484144     | 2006 TJ41  | 12 out 2006 | Kitt Peak     | Spacewatch          | —         | MPC                           |
| 484145     | 2006 TC42  | 25 set 2006 | Mount Lemmon  | Mount Lemmon Survey | —         | MPC                           |
| 484146     | 2006 TL59  | 4 out 2006  | Mount Lemmon  | Mount Lemmon Survey | —         | MPC                           |
| 484147     | 2006 TS73  | 11 out 2006 | Kitt Peak     | Spacewatch          | —         | MPC                           |
| 484148     | 2006 TP75  | 30 set 2006 | Catalina      | CSS                 | —         | MPC                           |
| 484149     | 2006 TW85  | 4 out 2006  | Mount Lemmon  | Mount Lemmon Survey | —         | MPC                           |
| 484150     | 2006 TU95  | 12 out 2006 | Kitt Peak     | Spacewatch          | —         | MPC                           |
| 484151     | 2006 TK100 | 2 out 2006  | Mount Lemmon  | Mount Lemmon Survey | —         | MPC                           |
| 484152     | 2006 TN125 | 13 out 2006 | Kitt Peak     | Spacewatch          | —         | MPC                           |
| 484153     | 2006 UO2   | 16 out 2006 | Kitt Peak     | Spacewatch          | —         | MPC                           |
| 484154     | 2006 UA12  | 2 out 2006  | Mount Lemmon  | Mount Lemmon Survey | —         | MPC                           |
| 484155     | 2006 UT26  | 25 set 2006 | Mount Lemmon  | Mount Lemmon Survey | —         | MPC                           |
| 484156     | 2006 UZ26  | 16 out 2006 | Kitt Peak     | Spacewatch          | —         | MPC                           |
| 484157     | 2006 UK30  | 16 out 2006 | Kitt Peak     | Spacewatch          | —         | MPC                           |
| 484158     | 2006 UX34  | 30 set 2006 | Mount Lemmon  | Mount Lemmon Survey | —         | MPC                           |
| 484159     | 2006 UC39  | 25 set 2006 | Mount Lemmon  | Mount Lemmon Survey | —         | MPC                           |
| 484160     | 2006 UV46  | 16 out 2006 | Kitt Peak     | Spacewatch          | —         | MPC                           |
| 484161     | 2006 UV63  | 23 out 2006 | Eskridge      | Farpoint Obs.       | —         | MPC                           |
| 484162     | 2006 UF65  | 27 ago 2006 | Kitt Peak     | Spacewatch          | —         | MPC                           |
| 484163     | 2006 UP107 | 3 out 2006  | Mount Lemmon  | Mount Lemmon Survey | —         | MPC                           |
| 484164     | 2006 UX132 | 19 out 2006 | Kitt Peak     | Spacewatch          | —         | MPC                           |
| 484165     | 2006 US136 | 4 out 2006  | Mount Lemmon  | Mount Lemmon Survey | —         | MPC                           |
| 484166     | 2006 UJ140 | 19 out 2006 | Kitt Peak     | Spacewatch          | —         | MPC                           |
| 484167     | 2006 UV143 | 19 out 2006 | Palomar       | NEAT                | —         | MPC                           |
| 484168     | 2006 UM158 | 2 out 2006  | Mount Lemmon  | Mount Lemmon Survey | Phocaea   | MPC                           |
| 484169     | 2006 UO171 | 3 out 2006  | Mount Lemmon  | Mount Lemmon Survey | —         | MPC                           |
| 484170     | 2006 UF175 | 30 set 2006 | Catalina      | CSS                 | —         | MPC                           |
| 484171     | 2006 UN186 | 28 set 2006 | Catalina      | CSS                 | —         | MPC                           |
| 484172     | 2006 UD227 | 25 set 2006 | Kitt Peak     | Spacewatch          | —         | MPC                           |
| 484173     | 2006 UM227 | 3 out 2006  | Mount Lemmon  | Mount Lemmon Survey | —         | MPC                           |
| 484174     | 2006 UM235 | 28 set 2006 | Kitt Peak     | Spacewatch          | —         | MPC                           |
| 484175     | 2006 UK247 | 26 set 2006 | Mount Lemmon  | Mount Lemmon Survey | —         | MPC                           |
| 484176     | 2006 UE255 | 12 out 2006 | Kitt Peak     | Spacewatch          | —         | MPC                           |
| 484177     | 2006 UY261 | 28 out 2006 | Mount Lemmon  | Mount Lemmon Survey | —         | MPC                           |
| 484178     | 2006 UA272 | 27 out 2006 | Mount Lemmon  | Mount Lemmon Survey | —         | MPC                           |
| 484179     | 2006 UE272 | 27 set 2006 | Mount Lemmon  | Mount Lemmon Survey | —         | MPC                           |
| 484180     | 2006 UY275 | 28 out 2006 | Kitt Peak     | Spacewatch          | —         | MPC                           |
| 484181     | 2006 UQ277 | 2 out 2006  | Mount Lemmon  | Mount Lemmon Survey | —         | MPC                           |
| 484182     | 2006 UP286 | 16 out 2006 | Kitt Peak     | Spacewatch          | —         | MPC                           |
| 484183     | 2006 UP335 | 17 out 2006 | Catalina      | CSS                 | —         | MPC                           |
| 484184     | 2006 UV358 | 19 out 2006 | Kitt Peak     | Spacewatch          | —         | MPC                           |
| 484185     | 2006 UO360 | 31 out 2006 | Mount Lemmon  | Mount Lemmon Survey | —         | MPC                           |
| 484186     | 2006 VK1   | 21 out 2006 | Kitt Peak     | Spacewatch          | —         | MPC                           |
| 484187     | 2006 VX36  | 4 out 2006  | Mount Lemmon  | Mount Lemmon Survey | —         | MPC                           |
| 484188     | 2006 VG41  | 12 nov 2006 | Mount Lemmon  | Mount Lemmon Survey | Themis    | MPC                           |
| 484189     | 2006 VO43  | 22 out 2006 | Kitt Peak     | Spacewatch          | —         | MPC                           |
| 484190     | 2006 VJ57  | 11 nov 2006 | Kitt Peak     | Spacewatch          | —         | MPC                           |
| 484191     | 2006 VN76  | 12 nov 2006 | Mount Lemmon  | Mount Lemmon Survey | —         | MPC                           |
| 484192     | 2006 VN98  | 2 out 2006  | Mount Lemmon  | Mount Lemmon Survey | —         | MPC                           |
| 484193     | 2006 VE103 | 12 nov 2006 | Mount Lemmon  | Mount Lemmon Survey | —         | MPC                           |
| 484194     | 2006 VJ111 | 13 nov 2006 | Kitt Peak     | Spacewatch          | —         | MPC                           |
| 484195     | 2006 VA129 | 15 nov 2006 | Kitt Peak     | Spacewatch          | —         | MPC                           |
| 484196     | 2006 VF129 | 27 set 2006 | Mount Lemmon  | Mount Lemmon Survey | —         | MPC                           |
| 484197     | 2006 VU132 | 23 out 2006 | Mount Lemmon  | Mount Lemmon Survey | —         | MPC                           |
| 484198     | 2006 VX154 | 8 nov 2006  | Palomar       | NEAT                | —         | MPC                           |
| 484199     | 2006 WS1   | 19 nov 2006 | Mount Lemmon  | Mount Lemmon Survey | —         | MPC                           |
| 484200     | 2006 WD16  | 17 nov 2006 | Kitt Peak     | Spacewatch          | —         | MPC                           |

## 484201–484300
| Designação | Designação | Descoberta  | Descoberta      | Descobridor(es)      | Categoria | Mais informações / Referência |
| Permanente | Provisória | Data        | Local           | Descobridor(es)      | Categoria | Mais informações / Referência |
| ---------- | ---------- | ----------- | --------------- | -------------------- | --------- | ----------------------------- |
| 484201     | 2006 WY19  | 21 out 2006 | Mount Lemmon    | Mount Lemmon Survey  | —         | MPC                           |
| 484202     | 2006 WL32  | 23 out 2006 | Mount Lemmon    | Mount Lemmon Survey  | —         | MPC                           |
| 484203     | 2006 WB179 | 24 nov 2006 | Mount Lemmon    | Mount Lemmon Survey  | —         | MPC                           |
| 484204     | 2006 XT18  | 20 nov 2006 | Catalina        | CSS                  | —         | MPC                           |
| 484205     | 2006 XK23  | 12 dez 2006 | Mount Lemmon    | Mount Lemmon Survey  | —         | MPC                           |
| 484206     | 2006 XO38  | 11 dez 2006 | Kitt Peak       | Spacewatch           | —         | MPC                           |
| 484207     | 2007 AD30  | 9 jan 2007  | Kitt Peak       | Spacewatch           | —         | MPC                           |
| 484208     | 2007 BT36  | 26 dez 2006 | Kitt Peak       | Spacewatch           | —         | MPC                           |
| 484209     | 2007 BW80  | 25 jan 2007 | Kitt Peak       | Spacewatch           | —         | MPC                           |
| 484210     | 2007 CC8   | 17 jan 2007 | Kitt Peak       | Spacewatch           | Flora     | MPC                           |
| 484211     | 2007 CK8   | 17 jan 2007 | Kitt Peak       | Spacewatch           | —         | MPC                           |
| 484212     | 2007 CN32  | 1 out 2005  | Kitt Peak       | Spacewatch           | —         | MPC                           |
| 484213     | 2007 CU35  | 6 fev 2007  | Mount Lemmon    | Mount Lemmon Survey  | —         | MPC                           |
| 484214     | 2007 DA8   | 17 fev 2007 | Calvin-Rehoboth | Calvin–Rehoboth Obs. | —         | MPC                           |
| 484215     | 2007 DK48  | 21 fev 2007 | Mount Lemmon    | Mount Lemmon Survey  | —         | MPC                           |
| 484216     | 2007 DR58  | 21 fev 2007 | Mount Lemmon    | Mount Lemmon Survey  | —         | MPC                           |
| 484217     | 2007 DQ67  | 21 fev 2007 | Kitt Peak       | Spacewatch           | —         | MPC                           |
| 484218     | 2007 DQ70  | 21 fev 2007 | Kitt Peak       | Spacewatch           | —         | MPC                           |
| 484219     | 2007 DU89  | 23 fev 2007 | Kitt Peak       | Spacewatch           | —         | MPC                           |
| 484220     | 2007 DK96  | 23 fev 2007 | Mount Lemmon    | Mount Lemmon Survey  | —         | MPC                           |
| 484221     | 2007 DT98  | 8 fev 2007  | Kitt Peak       | Spacewatch           | —         | MPC                           |
| 484222     | 2007 DP102 | 23 fev 2007 | Catalina        | CSS                  | —         | MPC                           |
| 484223     | 2007 DT102 | 26 fev 2007 | Catalina        | CSS                  | —         | MPC                           |
| 484224     | 2007 DY110 | 23 fev 2007 | Mount Lemmon    | Mount Lemmon Survey  | —         | MPC                           |
| 484225     | 2007 DM115 | 17 fev 2007 | Mount Lemmon    | Mount Lemmon Survey  | —         | MPC                           |
| 484226     | 2007 DD117 | 17 fev 2007 | Kitt Peak       | Spacewatch           | —         | MPC                           |
| 484227     | 2007 EK29  | 9 mar 2007  | Kitt Peak       | Spacewatch           | —         | MPC                           |
| 484228     | 2007 EG39  | 12 mar 2007 | Mount Lemmon    | Mount Lemmon Survey  | —         | MPC                           |
| 484229     | 2007 EO54  | 27 jan 2007 | Kitt Peak       | Spacewatch           | —         | MPC                           |
| 484230     | 2007 EW59  | 27 fev 2007 | Kitt Peak       | Spacewatch           | —         | MPC                           |
| 484231     | 2007 EE68  | 25 fev 2007 | Mount Lemmon    | Mount Lemmon Survey  | —         | MPC                           |
| 484232     | 2007 EK71  | 10 mar 2007 | Kitt Peak       | Spacewatch           | —         | MPC                           |
| 484233     | 2007 ES92  | 28 jan 2007 | Kitt Peak       | Spacewatch           | —         | MPC                           |
| 484234     | 2007 EL129 | 23 fev 2007 | Mount Lemmon    | Mount Lemmon Survey  | —         | MPC                           |
| 484235     | 2007 EQ142 | 12 mar 2007 | Kitt Peak       | Spacewatch           | —         | MPC                           |
| 484236     | 2007 EQ147 | 27 fev 2007 | Kitt Peak       | Spacewatch           | —         | MPC                           |
| 484237     | 2007 EF149 | 26 fev 2007 | Mount Lemmon    | Mount Lemmon Survey  | —         | MPC                           |
| 484238     | 2007 EK150 | 12 mar 2007 | Kitt Peak       | Spacewatch           | —         | MPC                           |
| 484239     | 2007 EA153 | 12 mar 2007 | Kitt Peak       | Spacewatch           | —         | MPC                           |
| 484240     | 2007 EQ172 | 14 mar 2007 | Kitt Peak       | Spacewatch           | —         | MPC                           |
| 484241     | 2007 EL181 | 14 mar 2007 | Kitt Peak       | Spacewatch           | —         | MPC                           |
| 484242     | 2007 EM190 | 13 mar 2007 | Mount Lemmon    | Mount Lemmon Survey  | —         | MPC                           |
| 484243     | 2007 EK198 | 15 mar 2007 | Mount Lemmon    | Mount Lemmon Survey  | —         | MPC                           |
| 484244     | 2007 EV211 | 21 fev 2007 | Mount Lemmon    | Mount Lemmon Survey  | —         | MPC                           |
| 484245     | 2007 EG215 | 15 jan 2007 | Mount Lemmon    | Mount Lemmon Survey  | —         | MPC                           |
| 484246     | 2007 FR1   | 17 fev 2007 | Mount Lemmon    | Mount Lemmon Survey  | —         | MPC                           |
| 484247     | 2007 FL3   | 19 mar 2007 | Catalina        | CSS                  | —         | MPC                           |
| 484248     | 2007 FN40  | 20 mar 2007 | Anderson Mesa   | LONEOS               | —         | MPC                           |
| 484249     | 2007 FY40  | 20 mar 2007 | Mount Lemmon    | Mount Lemmon Survey  | —         | MPC                           |
| 484250     | 2007 FJ45  | 23 fev 2007 | Mount Lemmon    | Mount Lemmon Survey  | —         | MPC                           |
| 484251     | 2007 FA46  | 25 mar 2007 | Mount Lemmon    | Mount Lemmon Survey  | —         | MPC                           |
| 484252     | 2007 FH46  | 26 mar 2007 | Kitt Peak       | Spacewatch           | —         | MPC                           |
| 484253     | 2007 FW46  | 18 mar 2007 | Kitt Peak       | Spacewatch           | —         | MPC                           |
| 484254     | 2007 FN48  | 16 mar 2007 | Mount Lemmon    | Mount Lemmon Survey  | —         | MPC                           |
| 484255     | 2007 GH25  | 12 abr 2007 | Črni Vrh        | Črni Vrh             | —         | MPC                           |
| 484256     | 2007 GE30  | 14 abr 2007 | Kitt Peak       | Spacewatch           | —         | MPC                           |
| 484257     | 2007 GB43  | 15 mar 2007 | Kitt Peak       | Spacewatch           | —         | MPC                           |
| 484258     | 2007 GN47  | 14 abr 2007 | Mount Lemmon    | Mount Lemmon Survey  | —         | MPC                           |
| 484259     | 2007 GO48  | 14 abr 2007 | Kitt Peak       | Spacewatch           | —         | MPC                           |
| 484260     | 2007 GT62  | 15 abr 2007 | Kitt Peak       | Spacewatch           | —         | MPC                           |
| 484261     | 2007 GG77  | 11 abr 2007 | Kitt Peak       | Spacewatch           | —         | MPC                           |
| 484262     | 2007 HO14  | 15 abr 2007 | Kitt Peak       | Spacewatch           | —         | MPC                           |
| 484263     | 2007 HX53  | 22 abr 2007 | Kitt Peak       | Spacewatch           | —         | MPC                           |
| 484264     | 2007 HE57  | 22 abr 2007 | Catalina        | CSS                  | —         | MPC                           |
| 484265     | 2007 HW58  | 25 mar 2007 | Mount Lemmon    | Mount Lemmon Survey  | —         | MPC                           |
| 484266     | 2007 HM71  | 21 fev 2007 | Mount Lemmon    | Mount Lemmon Survey  | —         | MPC                           |
| 484267     | 2007 HY79  | 24 abr 2007 | Kitt Peak       | Spacewatch           | —         | MPC                           |
| 484268     | 2007 HJ84  | 26 mar 2007 | Mount Lemmon    | Mount Lemmon Survey  | —         | MPC                           |
| 484269     | 2007 HP88  | 20 abr 2007 | Kitt Peak       | Spacewatch           | —         | MPC                           |
| 484270     | 2007 HT93  | 13 mar 2007 | Kitt Peak       | Spacewatch           | —         | MPC                           |
| 484271     | 2007 JB12  | 15 jan 2007 | Kitt Peak       | Spacewatch           | —         | MPC                           |
| 484272     | 2007 JD17  | 14 abr 2007 | Mount Lemmon    | Mount Lemmon Survey  | —         | MPC                           |
| 484273     | 2007 JQ17  | 7 mai 2007  | Kitt Peak       | Spacewatch           | —         | MPC                           |
| 484274     | 2007 JF18  | 8 mai 2007  | Kitt Peak       | Spacewatch           | —         | MPC                           |
| 484275     | 2007 JX21  | 18 abr 2007 | Mount Lemmon    | Mount Lemmon Survey  | —         | MPC                           |
| 484276     | 2007 JZ25  | 25 abr 2007 | Kitt Peak       | Spacewatch           | —         | MPC                           |
| 484277     | 2007 JA33  | 25 abr 2007 | Kitt Peak       | Spacewatch           | —         | MPC                           |
| 484278     | 2007 JK36  | 24 abr 2007 | Kitt Peak       | Spacewatch           | —         | MPC                           |
| 484279     | 2007 JL40  | 11 mai 2007 | Kitt Peak       | Spacewatch           | —         | MPC                           |
| 484280     | 2007 LF6   | 8 jun 2007  | Kitt Peak       | Spacewatch           | —         | MPC                           |
| 484281     | 2007 LF12  | 25 mai 2007 | Kitt Peak       | Spacewatch           | —         | MPC                           |
| 484282     | 2007 MC5   | 10 mai 2007 | Mount Lemmon    | Mount Lemmon Survey  | —         | MPC                           |
| 484283     | 2007 PP3   | 6 ago 2007  | Lulin           | LUSS                 | —         | MPC                           |
| 484284     | 2007 PW15  | 8 ago 2007  | Socorro         | LINEAR               | —         | MPC                           |
| 484285     | 2007 PK18  | 9 ago 2007  | Socorro         | LINEAR               | —         | MPC                           |
| 484286     | 2007 PE39  | 12 ago 2007 | La Sagra        | Mallorca Obs.        | —         | MPC                           |
| 484287     | 2007 RC10  | 5 mar 2006  | Kitt Peak       | Spacewatch           | —         | MPC                           |
| 484288     | 2007 RN28  | 4 set 2007  | Catalina        | CSS                  | —         | MPC                           |
| 484289     | 2007 RA42  | 5 out 2003  | Kitt Peak       | Spacewatch           | —         | MPC                           |
| 484290     | 2007 RG51  | 9 set 2007  | Kitt Peak       | Spacewatch           | —         | MPC                           |
| 484291     | 2007 RJ52  | 9 set 2007  | Kitt Peak       | Spacewatch           | —         | MPC                           |
| 484292     | 2007 RA59  | 23 ago 2007 | Kitt Peak       | Spacewatch           | —         | MPC                           |
| 484293     | 2007 RJ98  | 10 set 2007 | Kitt Peak       | Spacewatch           | —         | MPC                           |
| 484294     | 2007 RU154 | 10 set 2007 | Mount Lemmon    | Mount Lemmon Survey  | —         | MPC                           |
| 484295     | 2007 RX189 | 10 set 2007 | Kitt Peak       | Spacewatch           | —         | MPC                           |
| 484296     | 2007 RW255 | 14 set 2007 | Kitt Peak       | Spacewatch           | Juno      | MPC                           |
| 484297     | 2007 RR296 | 12 set 2007 | Mount Lemmon    | Mount Lemmon Survey  | —         | MPC                           |
| 484298     | 2007 RD297 | 10 set 2007 | Kitt Peak       | Spacewatch           | —         | MPC                           |
| 484299     | 2007 SF11  | 2 set 2007  | Catalina        | CSS                  | —         | MPC                           |
| 484300     | 2007 SJ12  | 5 set 2007  | Catalina        | CSS                  | —         | MPC                           |

## 484301–484400
| Designação | Designação | Descoberta  | Descoberta   | Descobridor(es)     | Categoria | Mais informações / Referência |
| Permanente | Provisória | Data        | Local        | Descobridor(es)     | Categoria | Mais informações / Referência |
| ---------- | ---------- | ----------- | ------------ | ------------------- | --------- | ----------------------------- |
| 484301     | 2007 TK2   | 4 out 2007  | Kitt Peak    | Spacewatch          | —         | MPC                           |
| 484302     | 2007 TZ4   | 8 set 2007  | Mount Lemmon | Mount Lemmon Survey | —         | MPC                           |
| 484303     | 2007 TS17  | 15 set 2007 | Mount Lemmon | Mount Lemmon Survey | —         | MPC                           |
| 484304     | 2007 TH74  | 6 out 2007  | Socorro      | LINEAR              | —         | MPC                           |
| 484305     | 2007 TX75  | 4 out 2007  | Kitt Peak    | Spacewatch          | —         | MPC                           |
| 484306     | 2007 TT84  | 8 out 2007  | Kitt Peak    | Spacewatch          | —         | MPC                           |
| 484307     | 2007 TJ85  | 8 out 2007  | Mount Lemmon | Mount Lemmon Survey | —         | MPC                           |
| 484308     | 2007 TG86  | 8 out 2007  | Mount Lemmon | Mount Lemmon Survey | Phocaea   | MPC                           |
| 484309     | 2007 TD93  | 6 out 2007  | Kitt Peak    | Spacewatch          | —         | MPC                           |
| 484310     | 2007 TO105 | 13 set 2007 | Mount Lemmon | Mount Lemmon Survey | —         | MPC                           |
| 484311     | 2007 TM107 | 4 out 2007  | Mount Lemmon | Mount Lemmon Survey | —         | MPC                           |
| 484312     | 2007 TM108 | 12 set 2007 | Catalina     | CSS                 | —         | MPC                           |
| 484313     | 2007 TE112 | 8 out 2007  | Catalina     | CSS                 | —         | MPC                           |
| 484314     | 2007 TF118 | 11 set 2007 | Mount Lemmon | Mount Lemmon Survey | —         | MPC                           |
| 484315     | 2007 TG119 | 9 out 2007  | Kitt Peak    | Spacewatch          | —         | MPC                           |
| 484316     | 2007 TO120 | 8 set 2007  | Mount Lemmon | Mount Lemmon Survey | —         | MPC                           |
| 484317     | 2007 TV120 | 4 out 2007  | Kitt Peak    | Spacewatch          | Phocaea   | MPC                           |
| 484318     | 2007 TV125 | 15 set 2007 | Mount Lemmon | Mount Lemmon Survey | —         | MPC                           |
| 484319     | 2007 TX141 | 9 out 2007  | Mount Lemmon | Mount Lemmon Survey | —         | MPC                           |
| 484320     | 2007 TX144 | 11 set 2007 | Mount Lemmon | Mount Lemmon Survey | —         | MPC                           |
| 484321     | 2007 TP226 | 8 out 2007  | Kitt Peak    | Spacewatch          | —         | MPC                           |
| 484322     | 2007 TW227 | 8 out 2007  | Kitt Peak    | Spacewatch          | —         | MPC                           |
| 484323     | 2007 TP228 | 8 out 2007  | Kitt Peak    | Spacewatch          | —         | MPC                           |
| 484324     | 2007 TL284 | 9 out 2007  | Mount Lemmon | Mount Lemmon Survey | —         | MPC                           |
| 484325     | 2007 TQ333 | 11 out 2007 | Kitt Peak    | Spacewatch          | —         | MPC                           |
| 484326     | 2007 TE342 | 9 out 2007  | Mount Lemmon | Mount Lemmon Survey | —         | MPC                           |
| 484327     | 2007 TN346 | 13 out 2007 | Mount Lemmon | Mount Lemmon Survey | Phocaea   | MPC                           |
| 484328     | 2007 TV362 | 14 out 2007 | Mount Lemmon | Mount Lemmon Survey | —         | MPC                           |
| 484329     | 2007 TM382 | 14 out 2007 | Kitt Peak    | Spacewatch          | —         | MPC                           |
| 484330     | 2007 TN382 | 14 out 2007 | Kitt Peak    | Spacewatch          | —         | MPC                           |
| 484331     | 2007 TU397 | 11 out 2007 | Kitt Peak    | Spacewatch          | —         | MPC                           |
| 484332     | 2007 TK426 | 9 out 2007  | Mount Lemmon | Mount Lemmon Survey | —         | MPC                           |
| 484333     | 2007 TO433 | 10 out 2007 | Catalina     | CSS                 | —         | MPC                           |
| 484334     | 2007 TQ435 | 14 out 2007 | Mount Lemmon | Mount Lemmon Survey | —         | MPC                           |
| 484335     | 2007 TE436 | 7 out 2007  | Mount Lemmon | Mount Lemmon Survey | —         | MPC                           |
| 484336     | 2007 TH443 | 15 out 2007 | Catalina     | CSS                 | —         | MPC                           |
| 484337     | 2007 UY6   | 19 out 2007 | 7300         | W. K. Y. Yeung      | —         | MPC                           |
| 484338     | 2007 UK7   | 9 out 2007  | Catalina     | CSS                 | —         | MPC                           |
| 484339     | 2007 UW33  | 8 out 2007  | Catalina     | CSS                 | —         | MPC                           |
| 484340     | 2007 UH37  | 10 out 2007 | Catalina     | CSS                 | —         | MPC                           |
| 484341     | 2007 UF42  | 16 out 2007 | Mount Lemmon | Mount Lemmon Survey | —         | MPC                           |
| 484342     | 2007 UL84  | 8 out 2007  | Kitt Peak    | Spacewatch          | —         | MPC                           |
| 484343     | 2007 UJ90  | 30 out 2007 | Mount Lemmon | Mount Lemmon Survey | —         | MPC                           |
| 484344     | 2007 UG94  | 12 out 2007 | Kitt Peak    | Spacewatch          | —         | MPC                           |
| 484345     | 2007 UR122 | 14 out 2007 | Mount Lemmon | Mount Lemmon Survey | —         | MPC                           |
| 484346     | 2007 UL128 | 20 out 2007 | Mount Lemmon | Mount Lemmon Survey | —         | MPC                           |
| 484347     | 2007 UC130 | 17 out 2007 | Mount Lemmon | Mount Lemmon Survey | —         | MPC                           |
| 484348     | 2007 UX139 | 30 out 2007 | Kitt Peak    | Spacewatch          | —         | MPC                           |
| 484349     | 2007 US141 | 20 out 2007 | Mount Lemmon | Mount Lemmon Survey | —         | MPC                           |
| 484350     | 2007 VW9   | 3 nov 2007  | 7300         | W. K. Y. Yeung      | —         | MPC                           |
| 484351     | 2007 VY38  | 2 nov 2007  | Catalina     | CSS                 | —         | MPC                           |
| 484352     | 2007 VC45  | 1 nov 2007  | Kitt Peak    | Spacewatch          | —         | MPC                           |
| 484353     | 2007 VT48  | 9 out 2007  | Kitt Peak    | Spacewatch          | —         | MPC                           |
| 484354     | 2007 VW51  | 7 out 2007  | Kitt Peak    | Spacewatch          | —         | MPC                           |
| 484355     | 2007 VO59  | 1 nov 2007  | Kitt Peak    | Spacewatch          | —         | MPC                           |
| 484356     | 2007 VE62  | 1 nov 2007  | Kitt Peak    | Spacewatch          | —         | MPC                           |
| 484357     | 2007 VS73  | 2 nov 2007  | Kitt Peak    | Spacewatch          | —         | MPC                           |
| 484358     | 2007 VU75  | 14 out 2007 | Kitt Peak    | Spacewatch          | —         | MPC                           |
| 484359     | 2007 VL83  | 4 nov 2007  | Mount Lemmon | Mount Lemmon Survey | —         | MPC                           |
| 484360     | 2007 VC87  | 16 out 2007 | Catalina     | CSS                 | Iannini   | MPC                           |
| 484361     | 2007 VB92  | 17 out 2007 | Mount Lemmon | Mount Lemmon Survey | —         | MPC                           |
| 484362     | 2007 VS100 | 2 nov 2007  | Kitt Peak    | Spacewatch          | —         | MPC                           |
| 484363     | 2007 VA101 | 2 nov 2007  | Kitt Peak    | Spacewatch          | —         | MPC                           |
| 484364     | 2007 VY107 | 17 out 2007 | Mount Lemmon | Mount Lemmon Survey | —         | MPC                           |
| 484365     | 2007 VB113 | 3 nov 2007  | Kitt Peak    | Spacewatch          | —         | MPC                           |
| 484366     | 2007 VG116 | 3 nov 2007  | Kitt Peak    | Spacewatch          | —         | MPC                           |
| 484367     | 2007 VP145 | 4 nov 2007  | Kitt Peak    | Spacewatch          | —         | MPC                           |
| 484368     | 2007 VW147 | 4 nov 2007  | Kitt Peak    | Spacewatch          | —         | MPC                           |
| 484369     | 2007 VE149 | 8 out 2007  | Mount Lemmon | Mount Lemmon Survey | —         | MPC                           |
| 484370     | 2007 VF149 | 12 out 2007 | Mount Lemmon | Mount Lemmon Survey | —         | MPC                           |
| 484371     | 2007 VR199 | 12 out 2007 | Kitt Peak    | Spacewatch          | —         | MPC                           |
| 484372     | 2007 VQ212 | 9 nov 2007  | Kitt Peak    | Spacewatch          | —         | MPC                           |
| 484373     | 2007 VS212 | 1 nov 2007  | Kitt Peak    | Spacewatch          | —         | MPC                           |
| 484374     | 2007 VQ213 | 9 nov 2007  | Kitt Peak    | Spacewatch          | —         | MPC                           |
| 484375     | 2007 VR252 | 9 nov 2007  | Kitt Peak    | Spacewatch          | —         | MPC                           |
| 484376     | 2007 VT260 | 7 out 2007  | Kitt Peak    | Spacewatch          | —         | MPC                           |
| 484377     | 2007 VO264 | 14 out 2007 | Mount Lemmon | Mount Lemmon Survey | —         | MPC                           |
| 484378     | 2007 VH268 | 12 nov 2007 | Socorro      | LINEAR              | Phocaea   | MPC                           |
| 484379     | 2007 VA273 | 2 nov 2007  | Kitt Peak    | Spacewatch          | —         | MPC                           |
| 484380     | 2007 VE279 | 3 nov 2007  | Kitt Peak    | Spacewatch          | —         | MPC                           |
| 484381     | 2007 VF281 | 5 nov 2007  | Kitt Peak    | Spacewatch          | —         | MPC                           |
| 484382     | 2007 VQ282 | 15 out 2007 | Mount Lemmon | Mount Lemmon Survey | Juno      | MPC                           |
| 484383     | 2007 VN294 | 7 out 2007  | Kitt Peak    | Spacewatch          | —         | MPC                           |
| 484384     | 2007 VC297 | 11 out 2007 | Catalina     | CSS                 | —         | MPC                           |
| 484385     | 2007 VU307 | 4 nov 2007  | Kitt Peak    | Spacewatch          | —         | MPC                           |
| 484386     | 2007 VT308 | 8 nov 2007  | Kitt Peak    | Spacewatch          | —         | MPC                           |
| 484387     | 2007 VB313 | 5 nov 2007  | Mount Lemmon | Mount Lemmon Survey | —         | MPC                           |
| 484388     | 2007 VN327 | 7 nov 2007  | Kitt Peak    | Spacewatch          | —         | MPC                           |
| 484389     | 2007 VL330 | 3 nov 2007  | Mount Lemmon | Mount Lemmon Survey | —         | MPC                           |
| 484390     | 2007 WQ11  | 4 nov 2007  | Socorro      | LINEAR              | —         | MPC                           |
| 484391     | 2007 WC13  | 20 out 2007 | Mount Lemmon | Mount Lemmon Survey | —         | MPC                           |
| 484392     | 2007 WO14  | 7 nov 2007  | Kitt Peak    | Spacewatch          | —         | MPC                           |
| 484393     | 2007 WM15  | 18 nov 2007 | Mount Lemmon | Mount Lemmon Survey | —         | MPC                           |
| 484394     | 2007 WV23  | 18 nov 2007 | Mount Lemmon | Mount Lemmon Survey | Juno      | MPC                           |
| 484395     | 2007 WQ39  | 12 out 2007 | Mount Lemmon | Mount Lemmon Survey | —         | MPC                           |
| 484396     | 2007 WG58  | 18 nov 2007 | Mount Lemmon | Mount Lemmon Survey | Phocaea   | MPC                           |
| 484397     | 2007 WY61  | 17 nov 2007 | Socorro      | LINEAR              | Iannini   | MPC                           |
| 484398     | 2007 XA1   | 1 nov 2007  | Kitt Peak    | Spacewatch          | —         | MPC                           |
| 484399     | 2007 XO9   | 4 dez 2007  | Catalina     | CSS                 | Iannini   | MPC                           |
| 484400     | 2007 XT10  | 7 nov 2007  | Socorro      | LINEAR              | Juno      | MPC                           |

## 484401–484500
| Designação | Designação | Descoberta  | Descoberta     | Descobridor(es)     | Categoria | Mais informações / Referência |
| Permanente | Provisória | Data        | Local          | Descobridor(es)     | Categoria | Mais informações / Referência |
| ---------- | ---------- | ----------- | -------------- | ------------------- | --------- | ----------------------------- |
| 484401     | 2007 XW15  | 8 dez 2007  | La Sagra       | Mallorca Obs.       | —         | MPC                           |
| 484402     | 2007 XH16  | 8 dez 2007  | Siding Spring  | SSS                 | —         | MPC                           |
| 484403     | 2007 XF25  | 15 dez 2007 | Socorro        | LINEAR              | —         | MPC                           |
| 484404     | 2007 XK36  | 6 dez 2007  | Kitt Peak      | Spacewatch          | —         | MPC                           |
| 484405     | 2007 XE38  | 18 set 2007 | Mount Lemmon   | Mount Lemmon Survey | —         | MPC                           |
| 484406     | 2007 XB40  | 13 dez 2007 | Socorro        | LINEAR              | —         | MPC                           |
| 484407     | 2007 XT51  | 5 dez 2007  | Kitt Peak      | Spacewatch          | —         | MPC                           |
| 484408     | 2007 XU51  | 5 dez 2007  | Kitt Peak      | Spacewatch          | —         | MPC                           |
| 484409     | 2007 XR52  | 15 dez 2007 | Kitt Peak      | Spacewatch          | —         | MPC                           |
| 484410     | 2007 XV52  | 6 dez 2007  | Kitt Peak      | Spacewatch          | —         | MPC                           |
| 484411     | 2007 XL54  | 5 dez 2007  | Kitt Peak      | Spacewatch          | —         | MPC                           |
| 484412     | 2007 YB11  | 17 dez 2007 | Kitt Peak      | Spacewatch          | —         | MPC                           |
| 484413     | 2007 YU26  | 7 out 2007  | Mount Lemmon   | Mount Lemmon Survey | Phocaea   | MPC                           |
| 484414     | 2007 YU33  | 20 nov 2007 | Kitt Peak      | Spacewatch          | —         | MPC                           |
| 484415     | 2007 YZ51  | 17 nov 2007 | Kitt Peak      | Spacewatch          | —         | MPC                           |
| 484416     | 2007 YL58  | 30 dez 2007 | Kitt Peak      | Spacewatch          | —         | MPC                           |
| 484417     | 2007 YL64  | 17 dez 2007 | Mount Lemmon   | Mount Lemmon Survey | —         | MPC                           |
| 484418     | 2007 YZ65  | 30 dez 2007 | Kitt Peak      | Spacewatch          | —         | MPC                           |
| 484419     | 2007 YC67  | 13 nov 2007 | Mount Lemmon   | Mount Lemmon Survey | —         | MPC                           |
| 484420     | 2007 YW67  | 19 dez 2007 | Mount Lemmon   | Mount Lemmon Survey | —         | MPC                           |
| 484421     | 2007 YG71  | 16 dez 2007 | Socorro        | LINEAR              | —         | MPC                           |
| 484422     | 2007 YW73  | 31 dez 2007 | Mount Lemmon   | Mount Lemmon Survey | —         | MPC                           |
| 484423     | 2007 YY73  | 31 dez 2007 | Kitt Peak      | Spacewatch          | —         | MPC                           |
| 484424     | 2007 YV74  | 31 dez 2007 | Mount Lemmon   | Mount Lemmon Survey | —         | MPC                           |
| 484425     | 2008 AP15  | 10 jan 2008 | Mount Lemmon   | Mount Lemmon Survey | —         | MPC                           |
| 484426     | 2008 AM22  | 19 nov 2007 | Mount Lemmon   | Mount Lemmon Survey | —         | MPC                           |
| 484427     | 2008 AN22  | 10 jan 2008 | Mount Lemmon   | Mount Lemmon Survey | —         | MPC                           |
| 484428     | 2008 AJ23  | 10 jan 2008 | Mount Lemmon   | Mount Lemmon Survey | —         | MPC                           |
| 484429     | 2008 AO27  | 10 jan 2008 | Mount Lemmon   | Mount Lemmon Survey | —         | MPC                           |
| 484430     | 2008 AL28  | 10 jan 2008 | Mount Lemmon   | Mount Lemmon Survey | —         | MPC                           |
| 484431     | 2008 AP29  | 12 jan 2008 | Pla D'Arguines | R. Ferrando         | —         | MPC                           |
| 484432     | 2008 AH38  | 10 jan 2008 | Mount Lemmon   | Mount Lemmon Survey | —         | MPC                           |
| 484433     | 2008 AT40  | 10 jan 2008 | Mount Lemmon   | Mount Lemmon Survey | —         | MPC                           |
| 484434     | 2008 AJ45  | 14 dez 2007 | Mount Lemmon   | Mount Lemmon Survey | Iannini   | MPC                           |
| 484435     | 2008 AS45  | 15 dez 2007 | Socorro        | LINEAR              | —         | MPC                           |
| 484436     | 2008 AR48  | 21 out 2007 | Mount Lemmon   | Mount Lemmon Survey | —         | MPC                           |
| 484437     | 2008 AB54  | 11 jan 2008 | Kitt Peak      | Spacewatch          | —         | MPC                           |
| 484438     | 2008 AK55  | 11 jan 2008 | Kitt Peak      | Spacewatch          | —         | MPC                           |
| 484439     | 2008 AV76  | 12 jan 2008 | Kitt Peak      | Spacewatch          | —         | MPC                           |
| 484440     | 2008 AM79  | 12 jan 2008 | Kitt Peak      | Spacewatch          | —         | MPC                           |
| 484441     | 2008 AP91  | 31 dez 2007 | Mount Lemmon   | Mount Lemmon Survey | —         | MPC                           |
| 484442     | 2008 AL93  | 8 nov 2007  | Mount Lemmon   | Mount Lemmon Survey | —         | MPC                           |
| 484443     | 2008 AR95  | 14 jan 2008 | Kitt Peak      | Spacewatch          | —         | MPC                           |
| 484444     | 2008 AS98  | 1 jan 2008  | Kitt Peak      | Spacewatch          | —         | MPC                           |
| 484445     | 2008 AP109 | 31 dez 2007 | Kitt Peak      | Spacewatch          | —         | MPC                           |
| 484446     | 2008 AL110 | 15 jan 2008 | Kitt Peak      | Spacewatch          | —         | MPC                           |
| 484447     | 2008 AS128 | 30 dez 2007 | Kitt Peak      | Spacewatch          | —         | MPC                           |
| 484448     | 2008 BW4   | 16 jan 2008 | Kitt Peak      | Spacewatch          | Henan     | MPC                           |
| 484449     | 2008 BM15  | 31 dez 2007 | Kitt Peak      | Spacewatch          | —         | MPC                           |
| 484450     | 2008 BD18  | 30 jan 2008 | Mount Lemmon   | Mount Lemmon Survey | —         | MPC                           |
| 484451     | 2008 BC20  | 30 dez 2007 | Kitt Peak      | Spacewatch          | —         | MPC                           |
| 484452     | 2008 BY22  | 31 jan 2008 | Mount Lemmon   | Mount Lemmon Survey | —         | MPC                           |
| 484453     | 2008 BQ31  | 30 jan 2008 | Mount Lemmon   | Mount Lemmon Survey | —         | MPC                           |
| 484454     | 2008 BJ48  | 18 jan 2008 | Mount Lemmon   | Mount Lemmon Survey | —         | MPC                           |
| 484455     | 2008 BX50  | 30 jan 2008 | Mount Lemmon   | Mount Lemmon Survey | —         | MPC                           |
| 484456     | 2008 BP51  | 17 jan 2008 | Mount Lemmon   | Mount Lemmon Survey | —         | MPC                           |
| 484457     | 2008 CU2   | 1 fev 2008  | Mount Lemmon   | Mount Lemmon Survey | —         | MPC                           |
| 484458     | 2008 CC10  | 10 jan 2008 | Kitt Peak      | Spacewatch          | —         | MPC                           |
| 484459     | 2008 CW13  | 3 fev 2008  | Kitt Peak      | Spacewatch          | —         | MPC                           |
| 484460     | 2008 CW18  | 3 fev 2008  | Kitt Peak      | Spacewatch          | —         | MPC                           |
| 484461     | 2008 CD20  | 3 fev 2008  | Kitt Peak      | Spacewatch          | —         | MPC                           |
| 484462     | 2008 CM20  | 8 fev 2008  | Mount Lemmon   | Mount Lemmon Survey | —         | MPC                           |
| 484463     | 2008 CA37  | 31 dez 2007 | Mount Lemmon   | Mount Lemmon Survey | —         | MPC                           |
| 484464     | 2008 CJ38  | 31 dez 2007 | Mount Lemmon   | Mount Lemmon Survey | —         | MPC                           |
| 484465     | 2008 CX52  | 3 fev 2008  | Kitt Peak      | Spacewatch          | —         | MPC                           |
| 484466     | 2008 CZ58  | 7 fev 2008  | Mount Lemmon   | Mount Lemmon Survey | —         | MPC                           |
| 484467     | 2008 CS60  | 7 fev 2008  | Mount Lemmon   | Mount Lemmon Survey | —         | MPC                           |
| 484468     | 2008 CH66  | 8 fev 2008  | Mount Lemmon   | Mount Lemmon Survey | —         | MPC                           |
| 484469     | 2008 CB88  | 7 fev 2008  | Mount Lemmon   | Mount Lemmon Survey | —         | MPC                           |
| 484470     | 2008 CU91  | 8 fev 2008  | Kitt Peak      | Spacewatch          | —         | MPC                           |
| 484471     | 2008 CA96  | 30 dez 2007 | Kitt Peak      | Spacewatch          | —         | MPC                           |
| 484472     | 2008 CT100 | 31 dez 2007 | Kitt Peak      | Spacewatch          | Phocaea   | MPC                           |
| 484473     | 2008 CV102 | 18 jan 2008 | Kitt Peak      | Spacewatch          | —         | MPC                           |
| 484474     | 2008 CB103 | 9 fev 2008  | Kitt Peak      | Spacewatch          | —         | MPC                           |
| 484475     | 2008 CG105 | 9 fev 2008  | Mount Lemmon   | Mount Lemmon Survey | —         | MPC                           |
| 484476     | 2008 CV119 | 13 fev 2008 | Anderson Mesa  | LONEOS              | —         | MPC                           |
| 484477     | 2008 CW121 | 20 dez 2007 | Mount Lemmon   | Mount Lemmon Survey | —         | MPC                           |
| 484478     | 2008 CY122 | 30 jan 2008 | Mount Lemmon   | Mount Lemmon Survey | —         | MPC                           |
| 484479     | 2008 CN125 | 11 jan 2008 | Mount Lemmon   | Mount Lemmon Survey | —         | MPC                           |
| 484480     | 2008 CF136 | 8 fev 2008  | Mount Lemmon   | Mount Lemmon Survey | —         | MPC                           |
| 484481     | 2008 CD145 | 9 fev 2008  | Kitt Peak      | Spacewatch          | —         | MPC                           |
| 484482     | 2008 CW155 | 9 fev 2008  | Catalina       | CSS                 | —         | MPC                           |
| 484483     | 2008 CA160 | 9 fev 2008  | Kitt Peak      | Spacewatch          | —         | MPC                           |
| 484484     | 2008 CF170 | 12 fev 2008 | Mount Lemmon   | Mount Lemmon Survey | —         | MPC                           |
| 484485     | 2008 CG178 | 31 jan 2008 | Catalina       | CSS                 | —         | MPC                           |
| 484486     | 2008 CG182 | 14 dez 2007 | Mount Lemmon   | Mount Lemmon Survey | —         | MPC                           |
| 484487     | 2008 CX184 | 6 fev 2008  | Mayhill        | A. Lowe             | —         | MPC                           |
| 484488     | 2008 CZ191 | 2 fev 2008  | Kitt Peak      | Spacewatch          | —         | MPC                           |
| 484489     | 2008 CA192 | 2 fev 2008  | Kitt Peak      | Spacewatch          | —         | MPC                           |
| 484490     | 2008 CK196 | 13 fev 2008 | Mount Lemmon   | Mount Lemmon Survey | —         | MPC                           |
| 484491     | 2008 CC198 | 11 fev 2008 | Kitt Peak      | Spacewatch          | —         | MPC                           |
| 484492     | 2008 CA208 | 12 fev 2008 | Kitt Peak      | Spacewatch          | —         | MPC                           |
| 484493     | 2008 DB22  | 5 dez 2007  | Mount Lemmon   | Mount Lemmon Survey | —         | MPC                           |
| 484494     | 2008 DV23  | 3 fev 2008  | Kitt Peak      | Spacewatch          | —         | MPC                           |
| 484495     | 2008 DE24  | 31 jan 2008 | Kitt Peak      | Spacewatch          | —         | MPC                           |
| 484496     | 2008 DR31  | 27 fev 2008 | Kitt Peak      | Spacewatch          | —         | MPC                           |
| 484497     | 2008 DZ39  | 11 fev 2008 | Mount Lemmon   | Mount Lemmon Survey | —         | MPC                           |
| 484498     | 2008 DE44  | 28 fev 2008 | Kitt Peak      | Spacewatch          | —         | MPC                           |
| 484499     | 2008 DQ54  | 27 fev 2008 | Catalina       | CSS                 | —         | MPC                           |
| 484500     | 2008 DJ58  | 11 jan 2008 | Kitt Peak      | Spacewatch          | —         | MPC                           |

## 484501–484600
| Designação | Designação | Descoberta  | Descoberta      | Descobridor(es)     | Categoria | Mais informações / Referência |
| Permanente | Provisória | Data        | Local           | Descobridor(es)     | Categoria | Mais informações / Referência |
| ---------- | ---------- | ----------- | --------------- | ------------------- | --------- | ----------------------------- |
| 484501     | 2008 DM76  | 28 fev 2008 | Mount Lemmon    | Mount Lemmon Survey | —         | MPC                           |
| 484502     | 2008 DL82  | 28 fev 2008 | Kitt Peak       | Spacewatch          | Hanna     | MPC                           |
| 484503     | 2008 DJ83  | 29 fev 2008 | Kitt Peak       | Spacewatch          | —         | MPC                           |
| 484504     | 2008 DE84  | 18 fev 2008 | Mount Lemmon    | Mount Lemmon Survey | —         | MPC                           |
| 484505     | 2008 DX86  | 25 fev 2008 | Mount Lemmon    | Mount Lemmon Survey | —         | MPC                           |
| 484506     | 2008 ER7   | 6 mar 2008  | Kitt Peak       | Spacewatch          | —         | MPC                           |
| 484507     | 2008 ES13  | 10 fev 2008 | Kitt Peak       | Spacewatch          | —         | MPC                           |
| 484508     | 2008 EK16  | 1 mar 2008  | Kitt Peak       | Spacewatch          | —         | MPC                           |
| 484509     | 2008 EZ18  | 18 dez 2007 | Mount Lemmon    | Mount Lemmon Survey | —         | MPC                           |
| 484510     | 2008 EV20  | 2 mar 2008  | Kitt Peak       | Spacewatch          | —         | MPC                           |
| 484511     | 2008 EF25  | 9 fev 2008  | Kitt Peak       | Spacewatch          | —         | MPC                           |
| 484512     | 2008 EH28  | 4 mar 2008  | Mount Lemmon    | Mount Lemmon Survey | —         | MPC                           |
| 484513     | 2008 ET38  | 4 mar 2008  | Kitt Peak       | Spacewatch          | —         | MPC                           |
| 484514     | 2008 ED45  | 30 jan 2008 | Mount Lemmon    | Mount Lemmon Survey | —         | MPC                           |
| 484515     | 2008 EL51  | 6 mar 2008  | Kitt Peak       | Spacewatch          | —         | MPC                           |
| 484516     | 2008 ER51  | 6 mar 2008  | Mount Lemmon    | Mount Lemmon Survey | —         | MPC                           |
| 484517     | 2008 EC69  | 11 mar 2008 | Catalina        | CSS                 | —         | MPC                           |
| 484518     | 2008 EW90  | 3 mar 2008  | Purple Mountain | PMO NEO             | —         | MPC                           |
| 484519     | 2008 EJ105 | 2 fev 2008  | Kitt Peak       | Spacewatch          | —         | MPC                           |
| 484520     | 2008 EP105 | 2 fev 2008  | Kitt Peak       | Spacewatch          | —         | MPC                           |
| 484521     | 2008 EZ113 | 8 mar 2008  | Catalina        | CSS                 | —         | MPC                           |
| 484522     | 2008 EB120 | 9 mar 2008  | Kitt Peak       | Spacewatch          | —         | MPC                           |
| 484523     | 2008 ET134 | 1 mar 2008  | Kitt Peak       | Spacewatch          | —         | MPC                           |
| 484524     | 2008 EP140 | 2 fev 2008  | Mount Lemmon    | Mount Lemmon Survey | —         | MPC                           |
| 484525     | 2008 EP149 | 7 fev 2008  | Socorro         | LINEAR              | —         | MPC                           |
| 484526     | 2008 ES152 | 11 mar 2008 | Kitt Peak       | Spacewatch          | —         | MPC                           |
| 484527     | 2008 EE154 | 15 mar 2008 | Mount Lemmon    | Mount Lemmon Survey | —         | MPC                           |
| 484528     | 2008 EC157 | 13 mar 2008 | Kitt Peak       | Spacewatch          | —         | MPC                           |
| 484529     | 2008 EK165 | 2 mar 2008  | Mount Lemmon    | Mount Lemmon Survey | —         | MPC                           |
| 484530     | 2008 EC167 | 7 mar 2008  | Socorro         | LINEAR              | —         | MPC                           |
| 484531     | 2008 FN1   | 25 mar 2008 | Kitt Peak       | Spacewatch          | —         | MPC                           |
| 484532     | 2008 FT2   | 8 mar 2008  | Mount Lemmon    | Mount Lemmon Survey | —         | MPC                           |
| 484533     | 2008 FF38  | 10 mar 2008 | Kitt Peak       | Spacewatch          | —         | MPC                           |
| 484534     | 2008 FB58  | 28 mar 2008 | Mount Lemmon    | Mount Lemmon Survey | —         | MPC                           |
| 484535     | 2008 FA68  | 28 mar 2008 | Kitt Peak       | Spacewatch          | —         | MPC                           |
| 484536     | 2008 FF81  | 27 mar 2008 | Mount Lemmon    | Mount Lemmon Survey | —         | MPC                           |
| 484537     | 2008 FY83  | 28 mar 2008 | Kitt Peak       | Spacewatch          | —         | MPC                           |
| 484538     | 2008 FK89  | 29 mar 2008 | Mount Lemmon    | Mount Lemmon Survey | —         | MPC                           |
| 484539     | 2008 FW102 | 30 mar 2008 | Kitt Peak       | Spacewatch          | —         | MPC                           |
| 484540     | 2008 FV120 | 11 mar 2008 | Mount Lemmon    | Mount Lemmon Survey | —         | MPC                           |
| 484541     | 2008 FJ133 | 8 mar 2008  | Mount Lemmon    | Mount Lemmon Survey | —         | MPC                           |
| 484542     | 2008 GU9   | 1 abr 2008  | Kitt Peak       | Spacewatch          | Brangane  | MPC                           |
| 484543     | 2008 GV9   | 1 abr 2008  | Kitt Peak       | Spacewatch          | —         | MPC                           |
| 484544     | 2008 GL31  | 3 abr 2008  | Kitt Peak       | Spacewatch          | —         | MPC                           |
| 484545     | 2008 GM37  | 3 abr 2008  | Kitt Peak       | Spacewatch          | —         | MPC                           |
| 484546     | 2008 GR39  | 11 mar 2008 | Kitt Peak       | Spacewatch          | —         | MPC                           |
| 484547     | 2008 GQ42  | 29 mar 2008 | Kitt Peak       | Spacewatch          | —         | MPC                           |
| 484548     | 2008 GF67  | 5 mar 2008  | Kitt Peak       | Spacewatch          | —         | MPC                           |
| 484549     | 2008 GW73  | 7 abr 2008  | Kitt Peak       | Spacewatch          | —         | MPC                           |
| 484550     | 2008 GF79  | 7 abr 2008  | Kitt Peak       | Spacewatch          | —         | MPC                           |
| 484551     | 2008 GG111 | 30 mar 2008 | Catalina        | CSS                 | —         | MPC                           |
| 484552     | 2008 GQ128 | 15 abr 2008 | Catalina        | CSS                 | —         | MPC                           |
| 484553     | 2008 GJ140 | 6 abr 2008  | Mount Lemmon    | Mount Lemmon Survey | —         | MPC                           |
| 484554     | 2008 GA144 | 2 abr 2008  | Socorro         | LINEAR              | —         | MPC                           |
| 484555     | 2008 HN8   | 3 abr 2008  | Mount Lemmon    | Mount Lemmon Survey | —         | MPC                           |
| 484556     | 2008 HB18  | 26 abr 2008 | Kitt Peak       | Spacewatch          | —         | MPC                           |
| 484557     | 2008 HR31  | 29 mar 2008 | Kitt Peak       | Spacewatch          | —         | MPC                           |
| 484558     | 2008 HA35  | 28 abr 2008 | Kitt Peak       | Spacewatch          | —         | MPC                           |
| 484559     | 2008 HN42  | 6 fev 2008  | Kitt Peak       | Spacewatch          | —         | MPC                           |
| 484560     | 2008 HW56  | 30 abr 2008 | Kitt Peak       | Spacewatch          | —         | MPC                           |
| 484561     | 2008 HK70  | 31 mar 2003 | Anderson Mesa   | LONEOS              | —         | MPC                           |
| 484562     | 2008 JZ23  | 29 abr 2008 | Kitt Peak       | Spacewatch          | Brangane  | MPC                           |
| 484563     | 2008 JM37  | 4 mai 2008  | Kitt Peak       | Spacewatch          | —         | MPC                           |
| 484564     | 2008 JM40  | 11 mai 2008 | Mount Lemmon    | Mount Lemmon Survey | —         | MPC                           |
| 484565     | 2008 KR37  | 30 mai 2008 | Kitt Peak       | Spacewatch          | —         | MPC                           |
| 484566     | 2008 KK38  | 30 mai 2008 | Kitt Peak       | Spacewatch          | —         | MPC                           |
| 484567     | 2008 KB42  | 5 mai 2008  | Kitt Peak       | Spacewatch          | —         | MPC                           |
| 484568     | 2008 LT3   | 11 abr 2008 | Mount Lemmon    | Mount Lemmon Survey | —         | MPC                           |
| 484569     | 2008 LJ5   | 3 jun 2008  | Mount Lemmon    | Mount Lemmon Survey | —         | MPC                           |
| 484570     | 2008 LS11  | 3 mai 2008  | Mount Lemmon    | Mount Lemmon Survey | —         | MPC                           |
| 484571     | 2008 LS17  | 6 jun 2008  | Kitt Peak       | Spacewatch          | —         | MPC                           |
| 484572     | 2008 OK    | 25 jul 2008 | La Sagra        | Mallorca Obs.       | —         | MPC                           |
| 484573     | 2008 OA11  | 31 jul 2008 | Socorro         | LINEAR              | —         | MPC                           |
| 484574     | 2008 QK13  | 27 ago 2008 | La Sagra        | Mallorca Obs.       | —         | MPC                           |
| 484575     | 2008 QA14  | 30 jul 2008 | Mount Lemmon    | Mount Lemmon Survey | —         | MPC                           |
| 484576     | 2008 QS16  | 26 ago 2008 | La Sagra        | Mallorca Obs.       | —         | MPC                           |
| 484577     | 2008 QF17  | 30 jul 2008 | Kitt Peak       | Spacewatch          | —         | MPC                           |
| 484578     | 2008 QQ25  | 29 jul 2008 | Kitt Peak       | Spacewatch          | —         | MPC                           |
| 484579     | 2008 QT25  | 30 ago 2008 | Dauban          | F. Kugel            | —         | MPC                           |
| 484580     | 2008 QA26  | 9 ago 2008  | La Sagra        | Mallorca Obs.       | —         | MPC                           |
| 484581     | 2008 QX27  | 30 ago 2008 | La Sagra        | Mallorca Obs.       | —         | MPC                           |
| 484582     | 2008 QG40  | 30 jul 2008 | Kitt Peak       | Spacewatch          | —         | MPC                           |
| 484583     | 2008 QR42  | 29 ago 2008 | La Sagra        | Mallorca Obs.       | —         | MPC                           |
| 484584     | 2008 QK47  | 23 ago 2008 | Kitt Peak       | Spacewatch          | —         | MPC                           |
| 484585     | 2008 RX2   | 2 set 2008  | Kitt Peak       | Spacewatch          | —         | MPC                           |
| 484586     | 2008 RP3   | 2 set 2008  | Kitt Peak       | Spacewatch          | —         | MPC                           |
| 484587     | 2008 RS7   | 3 set 2008  | Kitt Peak       | Spacewatch          | —         | MPC                           |
| 484588     | 2008 RM11  | 3 set 2008  | Kitt Peak       | Spacewatch          | —         | MPC                           |
| 484589     | 2008 RW21  | 2 set 2008  | La Sagra        | Mallorca Obs.       | —         | MPC                           |
| 484590     | 2008 RU23  | 26 ago 2008 | La Sagra        | Mallorca Obs.       | —         | MPC                           |
| 484591     | 2008 RB69  | 4 set 2008  | Kitt Peak       | Spacewatch          | —         | MPC                           |
| 484592     | 2008 RM71  | 6 set 2008  | Mount Lemmon    | Mount Lemmon Survey | —         | MPC                           |
| 484593     | 2008 RG93  | 6 set 2008  | Kitt Peak       | Spacewatch          | —         | MPC                           |
| 484594     | 2008 RK106 | 7 set 2008  | Mount Lemmon    | Mount Lemmon Survey | —         | MPC                           |
| 484595     | 2008 RO118 | 9 set 2008  | Mount Lemmon    | Mount Lemmon Survey | —         | MPC                           |
| 484596     | 2008 RB128 | 7 set 2008  | Mount Lemmon    | Mount Lemmon Survey | Brangane  | MPC                           |
| 484597     | 2008 RS136 | 4 set 2008  | Kitt Peak       | Spacewatch          | —         | MPC                           |
| 484598     | 2008 RP138 | 6 set 2008  | Mount Lemmon    | Mount Lemmon Survey | —         | MPC                           |
| 484599     | 2008 RT143 | 6 set 2008  | Kitt Peak       | Spacewatch          | —         | MPC                           |
| 484600     | 2008 RS144 | 4 set 2008  | Socorro         | LINEAR              | —         | MPC                           |

## 484601–484700
| Designação       | Designação | Descoberta  | Descoberta       | Descobridor(es)     | Categoria | Mais informações / Referência |
| Permanente       | Provisória | Data        | Local            | Descobridor(es)     | Categoria | Mais informações / Referência |
| ---------------- | ---------- | ----------- | ---------------- | ------------------- | --------- | ----------------------------- |
| 484601           | 2008 SC1   | 21 set 2008 | Grove Creek      | F. Tozzi            | —         | MPC                           |
| 484602           | 2008 SD4   | 5 jan 2006  | Mount Lemmon     | Mount Lemmon Survey | —         | MPC                           |
| 484603           | 2008 SB27  | 3 set 2008  | Kitt Peak        | Spacewatch          | —         | MPC                           |
| 484604           | 2008 SM33  | 20 set 2008 | Mount Lemmon     | Mount Lemmon Survey | —         | MPC                           |
| 484605           | 2008 SZ33  | 27 ago 2008 | La Sagra         | Mallorca Obs.       | —         | MPC                           |
| 484606           | 2008 SM35  | 6 set 2008  | Mount Lemmon     | Mount Lemmon Survey | —         | MPC                           |
| 484607           | 2008 SK42  | 20 set 2008 | Kitt Peak        | Spacewatch          | —         | MPC                           |
| 484608           | 2008 SY45  | 20 set 2008 | Kitt Peak        | Spacewatch          | —         | MPC                           |
| 484609           | 2008 SY56  | 20 set 2008 | Kitt Peak        | Spacewatch          | —         | MPC                           |
| 484610           | 2008 SW58  | 20 set 2008 | Kitt Peak        | Spacewatch          | Mitidika  | MPC                           |
| 484611           | 2008 SB61  | 20 set 2008 | Catalina         | CSS                 | —         | MPC                           |
| 484612           | 2008 SG64  | 4 set 2008  | Socorro          | LINEAR              | —         | MPC                           |
| 484613 Cerebrito | 2008 SC82  | 26 set 2008 | La Cañada        | J. Lacruz           | —         | MPC                           |
| 484614           | 2008 SO85  | 30 jul 2008 | Kitt Peak        | Spacewatch          | —         | MPC                           |
| 484615           | 2008 SE95  | 21 set 2008 | Kitt Peak        | Spacewatch          | —         | MPC                           |
| 484616           | 2008 SY105 | 21 set 2008 | Catalina         | CSS                 | —         | MPC                           |
| 484617           | 2008 SE110 | 22 set 2008 | Kitt Peak        | Spacewatch          | —         | MPC                           |
| 484618           | 2008 SS116 | 22 set 2008 | Mount Lemmon     | Mount Lemmon Survey | —         | MPC                           |
| 484619           | 2008 SS119 | 6 set 2008  | Mount Lemmon     | Mount Lemmon Survey | —         | MPC                           |
| 484620           | 2008 SU120 | 22 set 2008 | Mount Lemmon     | Mount Lemmon Survey | Mitidika  | MPC                           |
| 484621           | 2008 SF122 | 22 set 2008 | Mount Lemmon     | Mount Lemmon Survey | —         | MPC                           |
| 484622           | 2008 SP124 | 22 set 2008 | Mount Lemmon     | Mount Lemmon Survey | —         | MPC                           |
| 484623           | 2008 SJ130 | 22 set 2008 | Kitt Peak        | Spacewatch          | —         | MPC                           |
| 484624           | 2008 SM143 | 24 set 2008 | Mount Lemmon     | Mount Lemmon Survey | —         | MPC                           |
| 484625           | 2008 SA144 | 24 set 2008 | Mount Lemmon     | Mount Lemmon Survey | —         | MPC                           |
| 484626           | 2008 SC145 | 26 set 2008 | Mount Lemmon     | Mount Lemmon Survey | —         | MPC                           |
| 484627           | 2008 SA159 | 3 set 2008  | Kitt Peak        | Spacewatch          | —         | MPC                           |
| 484628           | 2008 SS164 | 28 set 2008 | Socorro          | LINEAR              | —         | MPC                           |
| 484629           | 2008 SS166 | 4 set 2008  | Kitt Peak        | Spacewatch          | —         | MPC                           |
| 484630           | 2008 ST166 | 28 set 2008 | Socorro          | LINEAR              | —         | MPC                           |
| 484631           | 2008 SL190 | 9 set 2008  | Mount Lemmon     | Mount Lemmon Survey | —         | MPC                           |
| 484632           | 2008 SN193 | 21 set 2008 | Kitt Peak        | Spacewatch          | —         | MPC                           |
| 484633           | 2008 SV201 | 7 set 2008  | Mount Lemmon     | Mount Lemmon Survey | —         | MPC                           |
| 484634           | 2008 SY214 | 6 set 2008  | Kitt Peak        | Spacewatch          | —         | MPC                           |
| 484635           | 2008 SX225 | 26 set 2008 | Kitt Peak        | Spacewatch          | —         | MPC                           |
| 484636           | 2008 SW230 | 5 set 2008  | Kitt Peak        | Spacewatch          | —         | MPC                           |
| 484637           | 2008 SG234 | 28 set 2008 | Mount Lemmon     | Mount Lemmon Survey | —         | MPC                           |
| 484638           | 2008 SV281 | 23 set 2008 | Mount Lemmon     | Mount Lemmon Survey | —         | MPC                           |
| 484639           | 2008 SX284 | 25 set 2008 | Kitt Peak        | Spacewatch          | —         | MPC                           |
| 484640           | 2008 SW290 | 23 set 2008 | Kitt Peak        | Spacewatch          | —         | MPC                           |
| 484641           | 2008 SG303 | 10 mar 2007 | Mount Lemmon     | Mount Lemmon Survey | —         | MPC                           |
| 484642           | 2008 SY304 | 25 set 2008 | Kitt Peak        | Spacewatch          | —         | MPC                           |
| 484643           | 2008 SE306 | 28 set 2008 | Socorro          | LINEAR              | —         | MPC                           |
| 484644           | 2008 SW307 | 29 set 2008 | Catalina         | CSS                 | —         | MPC                           |
| 484645           | 2008 SA310 | 29 set 2008 | Mount Lemmon     | Mount Lemmon Survey | —         | MPC                           |
| 484646           | 2008 TY5   | 3 out 2008  | La Sagra         | Mallorca Obs.       | —         | MPC                           |
| 484647           | 2008 TP11  | 1 out 2008  | Goodricke-Pigott | R. A. Tucker        | —         | MPC                           |
| 484648           | 2008 TY13  | 30 set 2008 | La Sagra         | Mallorca Obs.       | —         | MPC                           |
| 484649           | 2008 TY31  | 1 out 2008  | Kitt Peak        | Spacewatch          | —         | MPC                           |
| 484650           | 2008 TS47  | 1 out 2008  | Kitt Peak        | Spacewatch          | —         | MPC                           |
| 484651           | 2008 TV64  | 5 set 2008  | Kitt Peak        | Spacewatch          | —         | MPC                           |
| 484652           | 2008 TG90  | 3 out 2008  | Kitt Peak        | Spacewatch          | —         | MPC                           |
| 484653           | 2008 TR91  | 23 set 2008 | Kitt Peak        | Spacewatch          | —         | MPC                           |
| 484654           | 2008 TS92  | 2 set 2008  | Kitt Peak        | Spacewatch          | —         | MPC                           |
| 484655           | 2008 TA109 | 23 set 2008 | Mount Lemmon     | Mount Lemmon Survey | —         | MPC                           |
| 484656           | 2008 TH113 | 6 out 2008  | Kitt Peak        | Spacewatch          | Mitidika  | MPC                           |
| 484657           | 2008 TL140 | 2 set 2008  | Kitt Peak        | Spacewatch          | —         | MPC                           |
| 484658           | 2008 TH150 | 19 set 2008 | Kitt Peak        | Spacewatch          | Mitidika  | MPC                           |
| 484659           | 2008 TD162 | 10 out 2008 | Kitt Peak        | Spacewatch          | —         | MPC                           |
| 484660           | 2008 TE171 | 10 out 2008 | Kitt Peak        | Spacewatch          | Mitidika  | MPC                           |
| 484661           | 2008 UK12  | 24 set 2008 | Mount Lemmon     | Mount Lemmon Survey | —         | MPC                           |
| 484662           | 2008 UT18  | 6 out 2008  | Kitt Peak        | Spacewatch          | —         | MPC                           |
| 484663           | 2008 UC22  | 22 set 2008 | Mount Lemmon     | Mount Lemmon Survey | —         | MPC                           |
| 484664           | 2008 UE26  | 9 set 2008  | Mount Lemmon     | Mount Lemmon Survey | —         | MPC                           |
| 484665           | 2008 UL26  | 20 out 2008 | Mount Lemmon     | Mount Lemmon Survey | Mitidika  | MPC                           |
| 484666           | 2008 UT37  | 20 out 2008 | Kitt Peak        | Spacewatch          | Erigone   | MPC                           |
| 484667           | 2008 UM52  | 20 out 2008 | Kitt Peak        | Spacewatch          | —         | MPC                           |
| 484668           | 2008 UT64  | 21 out 2008 | Kitt Peak        | Spacewatch          | —         | MPC                           |
| 484669           | 2008 UN93  | 29 set 2008 | Catalina         | CSS                 | —         | MPC                           |
| 484670           | 2008 UQ99  | 22 out 2008 | Kitt Peak        | Spacewatch          | —         | MPC                           |
| 484671           | 2008 UZ99  | 2 out 2008  | Kitt Peak        | Spacewatch          | —         | MPC                           |
| 484672           | 2008 UB101 | 20 out 2008 | Kitt Peak        | Spacewatch          | —         | MPC                           |
| 484673           | 2008 UM103 | 9 set 2008  | Mount Lemmon     | Mount Lemmon Survey | —         | MPC                           |
| 484674           | 2008 UW114 | 22 out 2008 | Kitt Peak        | Spacewatch          | —         | MPC                           |
| 484675           | 2008 UQ119 | 22 out 2008 | Kitt Peak        | Spacewatch          | —         | MPC                           |
| 484676           | 2008 UN135 | 23 out 2008 | Kitt Peak        | Spacewatch          | —         | MPC                           |
| 484677           | 2008 UD155 | 23 out 2008 | Mount Lemmon     | Mount Lemmon Survey | —         | MPC                           |
| 484678           | 2008 UD158 | 23 out 2008 | Mount Lemmon     | Mount Lemmon Survey | —         | MPC                           |
| 484679           | 2008 UT162 | 24 out 2008 | Kitt Peak        | Spacewatch          | —         | MPC                           |
| 484680           | 2008 UV168 | 6 out 2008  | Mount Lemmon     | Mount Lemmon Survey | —         | MPC                           |
| 484681           | 2008 UY175 | 24 out 2008 | Mount Lemmon     | Mount Lemmon Survey | —         | MPC                           |
| 484682           | 2008 UO185 | 24 out 2008 | Kitt Peak        | Spacewatch          | Mitidika  | MPC                           |
| 484683           | 2008 UF200 | 24 set 2008 | Kitt Peak        | Spacewatch          | —         | MPC                           |
| 484684           | 2008 UO208 | 23 out 2008 | Kitt Peak        | Spacewatch          | —         | MPC                           |
| 484685           | 2008 UB211 | 23 out 2008 | Kitt Peak        | Spacewatch          | —         | MPC                           |
| 484686           | 2008 UX212 | 24 out 2008 | Kitt Peak        | Spacewatch          | —         | MPC                           |
| 484687           | 2008 UX217 | 25 out 2008 | Kitt Peak        | Spacewatch          | —         | MPC                           |
| 484688           | 2008 UF222 | 25 out 2008 | Kitt Peak        | Spacewatch          | —         | MPC                           |
| 484689           | 2008 UG223 | 25 out 2008 | Kitt Peak        | Spacewatch          | —         | MPC                           |
| 484690           | 2008 UM223 | 25 out 2008 | Kitt Peak        | Spacewatch          | —         | MPC                           |
| 484691           | 2008 UU224 | 25 out 2008 | Kitt Peak        | Spacewatch          | —         | MPC                           |
| 484692           | 2008 UZ228 | 25 out 2008 | Kitt Peak        | Spacewatch          | —         | MPC                           |
| 484693           | 2008 UY250 | 27 out 2008 | Kitt Peak        | Spacewatch          | —         | MPC                           |
| 484694           | 2008 UO264 | 28 out 2008 | Kitt Peak        | Spacewatch          | —         | MPC                           |
| 484695           | 2008 UU267 | 28 out 2008 | Kitt Peak        | Spacewatch          | —         | MPC                           |
| 484696           | 2008 UJ269 | 28 out 2008 | Kitt Peak        | Spacewatch          | Henan     | MPC                           |
| 484697           | 2008 UN275 | 28 out 2008 | Kitt Peak        | Spacewatch          | —         | MPC                           |
| 484698           | 2008 UE284 | 20 out 2008 | Kitt Peak        | Spacewatch          | —         | MPC                           |
| 484699           | 2008 UF292 | 24 fev 2006 | Kitt Peak        | Spacewatch          | —         | MPC                           |
| 484700           | 2008 UT297 | 29 out 2008 | Kitt Peak        | Spacewatch          | —         | MPC                           |

## 484701–484800
| Designação | Designação | Descoberta  | Descoberta     | Descobridor(es)     | Categoria | Mais informações / Referência |
| Permanente | Provisória | Data        | Local          | Descobridor(es)     | Categoria | Mais informações / Referência |
| ---------- | ---------- | ----------- | -------------- | ------------------- | --------- | ----------------------------- |
| 484701     | 2008 UE313 | 30 out 2008 | Catalina       | CSS                 | —         | MPC                           |
| 484702     | 2008 UB340 | 23 out 2008 | Kitt Peak      | Spacewatch          | —         | MPC                           |
| 484703     | 2008 UN343 | 20 out 2008 | Kitt Peak      | Spacewatch          | —         | MPC                           |
| 484704     | 2008 UA344 | 25 out 2008 | Mount Lemmon   | Mount Lemmon Survey | —         | MPC                           |
| 484705     | 2008 UF345 | 31 out 2008 | Kitt Peak      | Spacewatch          | Mitidika  | MPC                           |
| 484706     | 2008 UA351 | 26 out 2008 | Kitt Peak      | Spacewatch          | —         | MPC                           |
| 484707     | 2008 UG368 | 31 out 2008 | Mount Lemmon   | Mount Lemmon Survey | —         | MPC                           |
| 484708     | 2008 VW31  | 2 nov 2008  | Mount Lemmon   | Mount Lemmon Survey | —         | MPC                           |
| 484709     | 2008 VW38  | 2 nov 2008  | Kitt Peak      | Spacewatch          | —         | MPC                           |
| 484710     | 2008 VR61  | 29 out 2008 | Mount Lemmon   | Mount Lemmon Survey | —         | MPC                           |
| 484711     | 2008 WU2   | 18 nov 2008 | Dauban         | F. Kugel            | —         | MPC                           |
| 484712     | 2008 WV2   | 19 nov 2008 | Desert Moon    | B. L. Stevens       | —         | MPC                           |
| 484713     | 2008 WC11  | 22 set 2008 | Mount Lemmon   | Mount Lemmon Survey | —         | MPC                           |
| 484714     | 2008 WM12  | 20 out 2008 | Mount Lemmon   | Mount Lemmon Survey | —         | MPC                           |
| 484715     | 2008 WT18  | 17 nov 2008 | Kitt Peak      | Spacewatch          | Mitidika  | MPC                           |
| 484716     | 2008 WO24  | 18 nov 2008 | Kitt Peak      | Spacewatch          | —         | MPC                           |
| 484717     | 2008 WM48  | 17 nov 2008 | Kitt Peak      | Spacewatch          | —         | MPC                           |
| 484718     | 2008 WP61  | 28 out 2008 | Kitt Peak      | Spacewatch          | —         | MPC                           |
| 484719     | 2008 WJ72  | 19 nov 2008 | Kitt Peak      | Spacewatch          | —         | MPC                           |
| 484720     | 2008 WZ83  | 20 nov 2008 | Mount Lemmon   | Mount Lemmon Survey | —         | MPC                           |
| 484721     | 2008 WB121 | 30 nov 2008 | Kitt Peak      | Spacewatch          | Mitidika  | MPC                           |
| 484722     | 2008 WX134 | 30 nov 2008 | Catalina       | CSS                 | —         | MPC                           |
| 484723     | 2008 WO135 | 18 nov 2008 | Socorro        | LINEAR              | —         | MPC                           |
| 484724     | 2008 XG2   | 20 mar 2004 | Siding Spring  | SSS                 | Juno      | MPC                           |
| 484725     | 2008 XP2   | 5 dez 2008  | Catalina       | CSS                 | —         | MPC                           |
| 484726     | 2008 XE7   | 9 dez 2008  | Great Shefford | P. Birtwhistle      | —         | MPC                           |
| 484727     | 2008 XU15  | 3 dez 2008  | Mount Lemmon   | Mount Lemmon Survey | Mitidika  | MPC                           |
| 484728     | 2008 XQ37  | 19 nov 2008 | Kitt Peak      | Spacewatch          | —         | MPC                           |
| 484729     | 2008 XW39  | 2 dez 2008  | Kitt Peak      | Spacewatch          | —         | MPC                           |
| 484730     | 2008 XX42  | 2 dez 2008  | Mount Lemmon   | Mount Lemmon Survey | —         | MPC                           |
| 484731     | 2008 XU51  | 19 nov 2008 | Kitt Peak      | Spacewatch          | —         | MPC                           |
| 484732     | 2008 XE53  | 4 dez 2008  | Mount Lemmon   | Mount Lemmon Survey | —         | MPC                           |
| 484733     | 2008 XF53  | 5 dez 2008  | Mount Lemmon   | Mount Lemmon Survey | —         | MPC                           |
| 484734     | 2008 YX9   | 19 dez 2008 | Lulin          | LUSS                | —         | MPC                           |
| 484735     | 2008 YP24  | 7 nov 2008  | Mount Lemmon   | Mount Lemmon Survey | —         | MPC                           |
| 484736     | 2008 YW29  | 24 nov 2008 | Mount Lemmon   | Mount Lemmon Survey | Mitidika  | MPC                           |
| 484737     | 2008 YK31  | 23 nov 2008 | Mount Lemmon   | Mount Lemmon Survey | Phocaea   | MPC                           |
| 484738     | 2008 YG37  | 22 dez 2008 | Mount Lemmon   | Mount Lemmon Survey | —         | MPC                           |
| 484739     | 2008 YJ66  | 4 dez 2008  | Mount Lemmon   | Mount Lemmon Survey | —         | MPC                           |
| 484740     | 2008 YH71  | 29 dez 2008 | Kitt Peak      | Spacewatch          | —         | MPC                           |
| 484741     | 2008 YZ91  | 21 dez 2008 | Kitt Peak      | Spacewatch          | —         | MPC                           |
| 484742     | 2008 YX100 | 29 dez 2008 | Kitt Peak      | Spacewatch          | —         | MPC                           |
| 484743     | 2008 YL101 | 21 dez 2008 | Kitt Peak      | Spacewatch          | —         | MPC                           |
| 484744     | 2008 YA106 | 29 dez 2008 | Kitt Peak      | Spacewatch          | —         | MPC                           |
| 484745     | 2008 YG118 | 21 dez 2008 | Catalina       | CSS                 | —         | MPC                           |
| 484746     | 2008 YS132 | 31 dez 2008 | Kitt Peak      | Spacewatch          | —         | MPC                           |
| 484747     | 2008 YW143 | 30 dez 2008 | Kitt Peak      | Spacewatch          | —         | MPC                           |
| 484748     | 2008 YT145 | 30 dez 2008 | Kitt Peak      | Spacewatch          | —         | MPC                           |
| 484749     | 2008 YB146 | 30 dez 2008 | Kitt Peak      | Spacewatch          | —         | MPC                           |
| 484750     | 2008 YO150 | 22 dez 2008 | Kitt Peak      | Spacewatch          | —         | MPC                           |
| 484751     | 2008 YT154 | 22 dez 2008 | Kitt Peak      | Spacewatch          | —         | MPC                           |
| 484752     | 2008 YC159 | 31 dez 2008 | Kitt Peak      | Spacewatch          | —         | MPC                           |
| 484753     | 2008 YN160 | 29 dez 2008 | Mount Lemmon   | Mount Lemmon Survey | —         | MPC                           |
| 484754     | 2008 YZ168 | 22 dez 2008 | Kitt Peak      | Spacewatch          | —         | MPC                           |
| 484755     | 2009 AH10  | 2 jan 2009  | Mount Lemmon   | Mount Lemmon Survey | —         | MPC                           |
| 484756     | 2009 AR27  | 22 dez 2008 | Kitt Peak      | Spacewatch          | —         | MPC                           |
| 484757     | 2009 BL2   | 18 jan 2009 | Socorro        | LINEAR              | —         | MPC                           |
| 484758     | 2009 BW29  | 16 jan 2009 | Kitt Peak      | Spacewatch          | Phocaea   | MPC                           |
| 484759     | 2009 BB35  | 1 jan 2009  | Mount Lemmon   | Mount Lemmon Survey | —         | MPC                           |
| 484760     | 2009 BP37  | 22 dez 2008 | Mount Lemmon   | Mount Lemmon Survey | —         | MPC                           |
| 484761     | 2009 BA43  | 16 jan 2009 | Kitt Peak      | Spacewatch          | —         | MPC                           |
| 484762     | 2009 BL49  | 22 dez 2008 | Kitt Peak      | Spacewatch          | —         | MPC                           |
| 484763     | 2009 BS49  | 16 jan 2009 | Mount Lemmon   | Mount Lemmon Survey | —         | MPC                           |
| 484764     | 2009 BZ50  | 2 jan 2009  | Mount Lemmon   | Mount Lemmon Survey | —         | MPC                           |
| 484765     | 2009 BL51  | 16 jan 2009 | Kitt Peak      | Spacewatch          | —         | MPC                           |
| 484766     | 2009 BC61  | 20 nov 2008 | Mount Lemmon   | Mount Lemmon Survey | —         | MPC                           |
| 484767     | 2009 BQ66  | 20 jan 2009 | Kitt Peak      | Spacewatch          | —         | MPC                           |
| 484768     | 2009 BJ68  | 20 jan 2009 | Kitt Peak      | Spacewatch          | —         | MPC                           |
| 484769     | 2009 BT114 | 16 jan 2009 | Kitt Peak      | Spacewatch          | —         | MPC                           |
| 484770     | 2009 BK126 | 15 jan 2009 | Kitt Peak      | Spacewatch          | —         | MPC                           |
| 484771     | 2009 BH143 | 30 jan 2009 | Kitt Peak      | Spacewatch          | —         | MPC                           |
| 484772     | 2009 BT149 | 11 mar 2005 | Mount Lemmon   | Mount Lemmon Survey | —         | MPC                           |
| 484773     | 2009 BY154 | 20 jan 2009 | Kitt Peak      | Spacewatch          | —         | MPC                           |
| 484774     | 2009 BV156 | 31 jan 2009 | Kitt Peak      | Spacewatch          | —         | MPC                           |
| 484775     | 2009 BH158 | 31 jan 2009 | Kitt Peak      | Spacewatch          | —         | MPC                           |
| 484776     | 2009 BC159 | 31 jan 2009 | Kitt Peak      | Spacewatch          | —         | MPC                           |
| 484777     | 2009 BJ162 | 20 jan 2009 | Kitt Peak      | Spacewatch          | —         | MPC                           |
| 484778     | 2009 BD166 | 20 jan 2009 | Kitt Peak      | Spacewatch          | —         | MPC                           |
| 484779     | 2009 BY171 | 17 jan 2009 | Kitt Peak      | Spacewatch          | —         | MPC                           |
| 484780     | 2009 BU175 | 29 jan 2009 | Catalina       | CSS                 | —         | MPC                           |
| 484781     | 2009 BY177 | 31 jan 2009 | Mount Lemmon   | Mount Lemmon Survey | —         | MPC                           |
| 484782     | 2009 BQ185 | 20 jan 2009 | Mount Lemmon   | Mount Lemmon Survey | —         | MPC                           |
| 484783     | 2009 CJ    | 2 fev 2009  | Mount Lemmon   | Mount Lemmon Survey | —         | MPC                           |
| 484784     | 2009 CL7   | 1 fev 2009  | Catalina       | CSS                 | —         | MPC                           |
| 484785     | 2009 CR15  | 3 fev 2009  | Mount Lemmon   | Mount Lemmon Survey | —         | MPC                           |
| 484786     | 2009 CC20  | 1 fev 2009  | Mount Lemmon   | Mount Lemmon Survey | —         | MPC                           |
| 484787     | 2009 CC30  | 1 fev 2009  | Kitt Peak      | Spacewatch          | —         | MPC                           |
| 484788     | 2009 CO36  | 3 fev 2009  | Kitt Peak      | Spacewatch          | —         | MPC                           |
| 484789     | 2009 CH41  | 3 fev 2009  | Kitt Peak      | Spacewatch          | —         | MPC                           |
| 484790     | 2009 CC53  | 25 jan 2009 | Kitt Peak      | Spacewatch          | —         | MPC                           |
| 484791     | 2009 DS    | 18 fev 2009 | Taunus         | E. Schwab, R. Kling | —         | MPC                           |
| 484792     | 2009 DD2   | 16 fev 2009 | Dauban         | F. Kugel            | —         | MPC                           |
| 484793     | 2009 DZ23  | 4 fev 2009  | Mount Lemmon   | Mount Lemmon Survey | —         | MPC                           |
| 484794     | 2009 DC36  | 21 fev 2009 | Kitt Peak      | Spacewatch          | —         | MPC                           |
| 484795     | 2009 DE47  | 28 fev 2009 | Socorro        | LINEAR              | —         | MPC                           |
| 484796     | 2009 DM75  | 18 jan 2009 | Mount Lemmon   | Mount Lemmon Survey | —         | MPC                           |
| 484797     | 2009 DU77  | 24 fev 2009 | La Sagra       | Mallorca Obs.       | —         | MPC                           |
| 484798     | 2009 DZ79  | 18 jan 2009 | Mount Lemmon   | Mount Lemmon Survey | —         | MPC                           |
| 484799     | 2009 DL87  | 27 fev 2009 | Catalina       | CSS                 | —         | MPC                           |
| 484800     | 2009 DJ88  | 24 nov 2008 | Mount Lemmon   | Mount Lemmon Survey | —         | MPC                           |

## 484801–484900
| Designação | Designação | Descoberta  | Descoberta    | Descobridor(es)     | Categoria | Mais informações / Referência |
| Permanente | Provisória | Data        | Local         | Descobridor(es)     | Categoria | Mais informações / Referência |
| ---------- | ---------- | ----------- | ------------- | ------------------- | --------- | ----------------------------- |
| 484801     | 2009 DU90  | 26 fev 2009 | Kitt Peak     | Spacewatch          | —         | MPC                           |
| 484802     | 2009 DU124 | 19 fev 2009 | Kitt Peak     | Spacewatch          | —         | MPC                           |
| 484803     | 2009 DT125 | 19 fev 2009 | Kitt Peak     | Spacewatch          | —         | MPC                           |
| 484804     | 2009 DS126 | 20 fev 2009 | Kitt Peak     | Spacewatch          | —         | MPC                           |
| 484805     | 2009 DE127 | 20 fev 2009 | Kitt Peak     | Spacewatch          | —         | MPC                           |
| 484806     | 2009 DP131 | 19 fev 2009 | Kitt Peak     | Spacewatch          | —         | MPC                           |
| 484807     | 2009 DO134 | 20 fev 2009 | Mount Lemmon  | Mount Lemmon Survey | —         | MPC                           |
| 484808     | 2009 DW134 | 19 fev 2009 | Kitt Peak     | Spacewatch          | —         | MPC                           |
| 484809     | 2009 ER10  | 1 mar 2009  | Kitt Peak     | Spacewatch          | —         | MPC                           |
| 484810     | 2009 EL11  | 2 mar 2009  | Mount Lemmon  | Mount Lemmon Survey | Phocaea   | MPC                           |
| 484811     | 2009 EW18  | 19 fev 2009 | Kitt Peak     | Spacewatch          | —         | MPC                           |
| 484812     | 2009 EM23  | 15 mar 2009 | Kitt Peak     | Spacewatch          | —         | MPC                           |
| 484813     | 2009 EF24  | 1 mar 2009  | Kitt Peak     | Spacewatch          | —         | MPC                           |
| 484814     | 2009 FS1   | 17 mar 2009 | La Sagra      | Mallorca Obs.       | —         | MPC                           |
| 484815     | 2009 FC25  | 22 mar 2009 | La Sagra      | Mallorca Obs.       | —         | MPC                           |
| 484816     | 2009 FY27  | 22 mar 2009 | Catalina      | CSS                 | —         | MPC                           |
| 484817     | 2009 FF30  | 1 mar 2009  | Kitt Peak     | Spacewatch          | —         | MPC                           |
| 484818     | 2009 FW34  | 24 mar 2009 | Mount Lemmon  | Mount Lemmon Survey | —         | MPC                           |
| 484819     | 2009 FD52  | 28 mar 2009 | Mount Lemmon  | Mount Lemmon Survey | —         | MPC                           |
| 484820     | 2009 FH54  | 29 mar 2009 | Mount Lemmon  | Mount Lemmon Survey | —         | MPC                           |
| 484821     | 2009 FF57  | 21 mar 2009 | Kitt Peak     | Spacewatch          | —         | MPC                           |
| 484822     | 2009 FZ69  | 18 mar 2009 | Kitt Peak     | Spacewatch          | —         | MPC                           |
| 484823     | 2009 FN73  | 24 mar 2009 | Mount Lemmon  | Mount Lemmon Survey | —         | MPC                           |
| 484824     | 2009 FS76  | 18 mar 2009 | Mount Lemmon  | Mount Lemmon Survey | —         | MPC                           |
| 484825     | 2009 GP3   | 15 abr 2009 | Siding Spring | SSS                 | —         | MPC                           |
| 484826     | 2009 GY4   | 2 abr 2009  | Kitt Peak     | Spacewatch          | —         | MPC                           |
| 484827     | 2009 GE5   | 2 abr 2009  | Catalina      | CSS                 | —         | MPC                           |
| 484828     | 2009 HM3   | 17 abr 2009 | Kitt Peak     | Spacewatch          | —         | MPC                           |
| 484829     | 2009 HQ3   | 2 abr 2009  | Mount Lemmon  | Mount Lemmon Survey | —         | MPC                           |
| 484830     | 2009 HD4   | 18 mar 2009 | Socorro       | LINEAR              | —         | MPC                           |
| 484831     | 2009 HL6   | 17 abr 2009 | Kitt Peak     | Spacewatch          | —         | MPC                           |
| 484832     | 2009 HZ6   | 17 abr 2009 | Kitt Peak     | Spacewatch          | —         | MPC                           |
| 484833     | 2009 HS8   | 2 abr 2009  | Mount Lemmon  | Mount Lemmon Survey | —         | MPC                           |
| 484834     | 2009 HC24  | 17 abr 2009 | Kitt Peak     | Spacewatch          | —         | MPC                           |
| 484835     | 2009 HX39  | 24 mar 2009 | Mount Lemmon  | Mount Lemmon Survey | —         | MPC                           |
| 484836     | 2009 HD41  | 20 abr 2009 | Kitt Peak     | Spacewatch          | —         | MPC                           |
| 484837     | 2009 HM48  | 24 mar 2009 | Mount Lemmon  | Mount Lemmon Survey | —         | MPC                           |
| 484838     | 2009 HE50  | 21 abr 2009 | Kitt Peak     | Spacewatch          | —         | MPC                           |
| 484839     | 2009 HN59  | 17 abr 2009 | Kitt Peak     | Spacewatch          | —         | MPC                           |
| 484840     | 2009 HU61  | 20 abr 2009 | Mount Lemmon  | Mount Lemmon Survey | —         | MPC                           |
| 484841     | 2009 HL62  | 2 abr 2009  | Mount Lemmon  | Mount Lemmon Survey | —         | MPC                           |
| 484842     | 2009 HS62  | 22 abr 2009 | Kitt Peak     | Spacewatch          | —         | MPC                           |
| 484843     | 2009 HB66  | 23 abr 2009 | Kitt Peak     | Spacewatch          | —         | MPC                           |
| 484844     | 2009 HL68  | 22 abr 2009 | Mount Lemmon  | Mount Lemmon Survey | —         | MPC                           |
| 484845     | 2009 HA73  | 2 abr 2009  | Kitt Peak     | Spacewatch          | —         | MPC                           |
| 484846     | 2009 HO76  | 19 abr 2009 | Mount Lemmon  | Mount Lemmon Survey | —         | MPC                           |
| 484847     | 2009 HE81  | 25 mar 2009 | Mount Lemmon  | Mount Lemmon Survey | —         | MPC                           |
| 484848     | 2009 HG83  | 19 abr 2009 | Kitt Peak     | Spacewatch          | —         | MPC                           |
| 484849     | 2009 HK85  | 18 abr 2009 | Kitt Peak     | Spacewatch          | —         | MPC                           |
| 484850     | 2009 HF88  | 30 abr 2009 | Kitt Peak     | Spacewatch          | —         | MPC                           |
| 484851     | 2009 HP89  | 21 abr 2009 | Kitt Peak     | Spacewatch          | —         | MPC                           |
| 484852     | 2009 HQ93  | 31 mar 2009 | Mount Lemmon  | Mount Lemmon Survey | —         | MPC                           |
| 484853     | 2009 HT96  | 27 abr 2009 | Kitt Peak     | Spacewatch          | —         | MPC                           |
| 484854     | 2009 HE100 | 27 abr 2009 | Kitt Peak     | Spacewatch          | —         | MPC                           |
| 484855     | 2009 HL102 | 21 abr 2009 | Mount Lemmon  | Mount Lemmon Survey | —         | MPC                           |
| 484856     | 2009 JF3   | 24 abr 2009 | Kitt Peak     | Spacewatch          | Phocaea   | MPC                           |
| 484857     | 2009 JP4   | 13 mai 2009 | Kitt Peak     | Spacewatch          | —         | MPC                           |
| 484858     | 2009 JK5   | 20 fev 2009 | Mount Lemmon  | Mount Lemmon Survey | Phocaea   | MPC                           |
| 484859     | 2009 JE13  | 2 mai 2009  | La Sagra      | Mallorca Obs.       | —         | MPC                           |
| 484860     | 2009 JQ15  | 3 dez 2008  | Mount Lemmon  | Mount Lemmon Survey | —         | MPC                           |
| 484861     | 2009 KL7   | 26 mai 2009 | Siding Spring | SSS                 | —         | MPC                           |
| 484862     | 2009 KZ8   | 24 mai 2009 | Catalina      | CSS                 | —         | MPC                           |
| 484863     | 2009 KA26  | 1 mai 2009  | Kitt Peak     | Spacewatch          | —         | MPC                           |
| 484864     | 2009 LH1   | 22 abr 2009 | Mount Lemmon  | Mount Lemmon Survey | —         | MPC                           |
| 484865     | 2009 NJ2   | 12 jul 2009 | Kitt Peak     | Spacewatch          | Eos       | MPC                           |
| 484866     | 2009 ON    | 16 jul 2009 | La Sagra      | Mallorca Obs.       | —         | MPC                           |
| 484867     | 2009 OD6   | 19 jul 2009 | La Sagra      | Mallorca Obs.       | —         | MPC                           |
| 484868     | 2009 OP8   | 25 jul 2009 | La Sagra      | Mallorca Obs.       | —         | MPC                           |
| 484869     | 2009 OH9   | 28 jul 2009 | La Sagra      | Mallorca Obs.       | —         | MPC                           |
| 484870     | 2009 OU13  | 27 jul 2009 | Catalina      | CSS                 | —         | MPC                           |
| 484871     | 2009 OB20  | 28 jul 2009 | La Sagra      | Mallorca Obs.       | —         | MPC                           |
| 484872     | 2009 OH21  | 25 jul 2009 | La Sagra      | Mallorca Obs.       | —         | MPC                           |
| 484873     | 2009 OD24  | 28 jul 2009 | Kitt Peak     | Spacewatch          | —         | MPC                           |
| 484874     | 2009 PW    | 14 jul 2009 | Kitt Peak     | Spacewatch          | —         | MPC                           |
| 484875     | 2009 PL2   | 28 jul 2009 | Kitt Peak     | Spacewatch          | —         | MPC                           |
| 484876     | 2009 PF4   | 14 ago 2009 | La Sagra      | Mallorca Obs.       | —         | MPC                           |
| 484877     | 2009 PB5   | 15 ago 2009 | La Sagra      | Mallorca Obs.       | —         | MPC                           |
| 484878     | 2009 PB19  | 15 ago 2009 | Kitt Peak     | Spacewatch          | —         | MPC                           |
| 484879     | 2009 PD19  | 15 ago 2009 | Kitt Peak     | Spacewatch          | —         | MPC                           |
| 484880     | 2009 QE12  | 16 ago 2009 | Kitt Peak     | Spacewatch          | —         | MPC                           |
| 484881     | 2009 QF14  | 16 ago 2009 | Kitt Peak     | Spacewatch          | —         | MPC                           |
| 484882     | 2009 QQ31  | 21 ago 2009 | La Sagra      | Mallorca Obs.       | —         | MPC                           |
| 484883     | 2009 QH33  | 24 ago 2009 | La Sagra      | Mallorca Obs.       | —         | MPC                           |
| 484884     | 2009 QT34  | 28 ago 2009 | La Sagra      | Mallorca Obs.       | —         | MPC                           |
| 484885     | 2009 QT40  | 26 ago 2009 | La Sagra      | Mallorca Obs.       | —         | MPC                           |
| 484886     | 2009 QK41  | 20 ago 2009 | La Sagra      | Mallorca Obs.       | Brangane  | MPC                           |
| 484887     | 2009 QH42  | 26 ago 2009 | La Sagra      | Mallorca Obs.       | —         | MPC                           |
| 484888     | 2009 QY46  | 28 ago 2009 | La Sagra      | Mallorca Obs.       | Brangane  | MPC                           |
| 484889     | 2009 QE48  | 28 ago 2009 | La Sagra      | Mallorca Obs.       | —         | MPC                           |
| 484890     | 2009 QR56  | 27 ago 2009 | La Sagra      | Mallorca Obs.       | —         | MPC                           |
| 484891     | 2009 QQ58  | 16 ago 2009 | Kitt Peak     | Spacewatch          | —         | MPC                           |
| 484892     | 2009 QG59  | 29 ago 2009 | La Sagra      | Mallorca Obs.       | —         | MPC                           |
| 484893     | 2009 QP59  | 16 ago 2009 | Catalina      | CSS                 | —         | MPC                           |
| 484894     | 2009 QM60  | 17 ago 2009 | Catalina      | CSS                 | —         | MPC                           |
| 484895     | 2009 QE64  | 19 ago 2009 | La Sagra      | Mallorca Obs.       | —         | MPC                           |
| 484896     | 2009 RC1   | 29 ago 2009 | La Sagra      | Mallorca Obs.       | —         | MPC                           |
| 484897     | 2009 RJ1   | 28 ago 2009 | Catalina      | CSS                 | —         | MPC                           |
| 484898     | 2009 RL7   | 10 set 2009 | La Sagra      | Mallorca Obs.       | —         | MPC                           |
| 484899     | 2009 RA9   | 12 set 2009 | Kitt Peak     | Spacewatch          | Brangane  | MPC                           |
| 484900     | 2009 RJ9   | 12 set 2009 | Kitt Peak     | Spacewatch          | —         | MPC                           |

## 484901–485000
| Designação | Designação | Descoberta  | Descoberta    | Descobridor(es)     | Categoria | Mais informações / Referência |
| Permanente | Provisória | Data        | Local         | Descobridor(es)     | Categoria | Mais informações / Referência |
| ---------- | ---------- | ----------- | ------------- | ------------------- | --------- | ----------------------------- |
| 484901     | 2009 RH15  | 12 set 2009 | Kitt Peak     | Spacewatch          | —         | MPC                           |
| 484902     | 2009 RM16  | 12 set 2009 | Kitt Peak     | Spacewatch          | Eos       | MPC                           |
| 484903     | 2009 RD34  | 14 set 2009 | Kitt Peak     | Spacewatch          | —         | MPC                           |
| 484904     | 2009 RL37  | 15 set 2009 | Kitt Peak     | Spacewatch          | —         | MPC                           |
| 484905     | 2009 RB45  | 15 set 2009 | Kitt Peak     | Spacewatch          | —         | MPC                           |
| 484906     | 2009 RF45  | 15 set 2009 | Kitt Peak     | Spacewatch          | —         | MPC                           |
| 484907     | 2009 RH47  | 15 set 2009 | Kitt Peak     | Spacewatch          | —         | MPC                           |
| 484908     | 2009 RD62  | 14 set 2009 | Kitt Peak     | Spacewatch          | —         | MPC                           |
| 484909     | 2009 RF62  | 14 set 2009 | Kitt Peak     | Spacewatch          | —         | MPC                           |
| 484910     | 2009 RO73  | 15 set 2009 | Kitt Peak     | Spacewatch          | —         | MPC                           |
| 484911     | 2009 SW3   | 17 ago 2009 | Kitt Peak     | Spacewatch          | —         | MPC                           |
| 484912     | 2009 SJ17  | 16 ago 2009 | Catalina      | CSS                 | —         | MPC                           |
| 484913     | 2009 SM19  | 18 set 2009 | XuYi          | PMO NEO             | —         | MPC                           |
| 484914     | 2009 SA21  | 17 ago 2009 | Kitt Peak     | Spacewatch          | —         | MPC                           |
| 484915     | 2009 SR22  | 27 jul 2009 | Kitt Peak     | Spacewatch          | —         | MPC                           |
| 484916     | 2009 SH26  | 16 set 2009 | Kitt Peak     | Spacewatch          | —         | MPC                           |
| 484917     | 2009 SF29  | 16 set 2009 | Kitt Peak     | Spacewatch          | —         | MPC                           |
| 484918     | 2009 SM42  | 16 set 2009 | Kitt Peak     | Spacewatch          | —         | MPC                           |
| 484919     | 2009 SH51  | 16 ago 2009 | Kitt Peak     | Spacewatch          | Brangane  | MPC                           |
| 484920     | 2009 SL52  | 17 set 2009 | Kitt Peak     | Spacewatch          | —         | MPC                           |
| 484921     | 2009 SS66  | 17 set 2009 | Kitt Peak     | Spacewatch          | —         | MPC                           |
| 484922     | 2009 SZ71  | 17 set 2009 | Mount Lemmon  | Mount Lemmon Survey | Brangane  | MPC                           |
| 484923     | 2009 SZ76  | 17 set 2009 | Kitt Peak     | Spacewatch          | —         | MPC                           |
| 484924     | 2009 SO99  | 19 ago 2009 | Catalina      | CSS                 | —         | MPC                           |
| 484925     | 2009 SB103 | 25 set 2009 | La Sagra      | Mallorca Obs.       | —         | MPC                           |
| 484926     | 2009 SV108 | 17 set 2009 | La Sagra      | Mallorca Obs.       | —         | MPC                           |
| 484927     | 2009 SD110 | 10 set 2009 | Catalina      | CSS                 | —         | MPC                           |
| 484928     | 2009 SE113 | 18 set 2009 | Kitt Peak     | Spacewatch          | —         | MPC                           |
| 484929     | 2009 ST114 | 25 fev 2007 | Kitt Peak     | Spacewatch          | —         | MPC                           |
| 484930     | 2009 SV115 | 13 set 1998 | Kitt Peak     | Spacewatch          | —         | MPC                           |
| 484931     | 2009 SL127 | 18 set 2009 | Kitt Peak     | Spacewatch          | —         | MPC                           |
| 484932     | 2009 SO143 | 19 set 2009 | Kitt Peak     | Spacewatch          | —         | MPC                           |
| 484933     | 2009 SC147 | 19 set 2009 | Kitt Peak     | Spacewatch          | Brangane  | MPC                           |
| 484934     | 2009 SA150 | 29 ago 2009 | La Sagra      | Mallorca Obs.       | —         | MPC                           |
| 484935     | 2009 SS156 | 20 set 2009 | Kitt Peak     | Spacewatch          | —         | MPC                           |
| 484936     | 2009 SA172 | 21 set 2009 | Mount Lemmon  | Mount Lemmon Survey | —         | MPC                           |
| 484937     | 2009 SR174 | 19 ago 2009 | Kitt Peak     | Spacewatch          | —         | MPC                           |
| 484938     | 2009 SZ177 | 12 set 2009 | Kitt Peak     | Spacewatch          | —         | MPC                           |
| 484939     | 2009 SC180 | 20 set 2009 | Kitt Peak     | Spacewatch          | —         | MPC                           |
| 484940     | 2009 SD181 | 21 set 2009 | Mount Lemmon  | Mount Lemmon Survey | —         | MPC                           |
| 484941     | 2009 SA187 | 21 set 2009 | Kitt Peak     | Spacewatch          | Brangane  | MPC                           |
| 484942     | 2009 ST190 | 23 jan 2006 | Kitt Peak     | Spacewatch          | —         | MPC                           |
| 484943     | 2009 SW190 | 22 set 2009 | Kitt Peak     | Spacewatch          | Brangane  | MPC                           |
| 484944     | 2009 SM220 | 24 set 2009 | Mount Lemmon  | Mount Lemmon Survey | —         | MPC                           |
| 484945     | 2009 SL240 | 17 ago 2009 | Catalina      | CSS                 | —         | MPC                           |
| 484946     | 2009 SN261 | 22 set 2009 | Kitt Peak     | Spacewatch          | —         | MPC                           |
| 484947     | 2009 SK271 | 16 set 2009 | Kitt Peak     | Spacewatch          | —         | MPC                           |
| 484948     | 2009 SD277 | 25 set 2009 | Kitt Peak     | Spacewatch          | —         | MPC                           |
| 484949     | 2009 SU279 | 17 set 2004 | Kitt Peak     | Spacewatch          | —         | MPC                           |
| 484950     | 2009 SO284 | 25 set 2009 | Catalina      | CSS                 | —         | MPC                           |
| 484951     | 2009 ST293 | 15 set 2009 | Kitt Peak     | Spacewatch          | —         | MPC                           |
| 484952     | 2009 SB298 | 28 set 2009 | Mount Lemmon  | Mount Lemmon Survey | Brangane  | MPC                           |
| 484953     | 2009 SC303 | 16 set 2009 | Mount Lemmon  | Mount Lemmon Survey | —         | MPC                           |
| 484954     | 2009 SO320 | 21 set 2009 | Mount Lemmon  | Mount Lemmon Survey | —         | MPC                           |
| 484955     | 2009 SC337 | 25 set 2009 | La Sagra      | Mallorca Obs.       | —         | MPC                           |
| 484956     | 2009 SL340 | 20 set 2009 | Kitt Peak     | Spacewatch          | —         | MPC                           |
| 484957     | 2009 SK342 | 16 set 2009 | Kitt Peak     | Spacewatch          | —         | MPC                           |
| 484958     | 2009 SG345 | 18 set 2009 | Kitt Peak     | Spacewatch          | —         | MPC                           |
| 484959     | 2009 SK361 | 16 set 2009 | Catalina      | CSS                 | —         | MPC                           |
| 484960     | 2009 TU6   | 12 out 2009 | La Sagra      | Mallorca Obs.       | —         | MPC                           |
| 484961     | 2009 TC7   | 12 out 2009 | La Sagra      | Mallorca Obs.       | —         | MPC                           |
| 484962     | 2009 TJ7   | 13 out 2009 | La Sagra      | Mallorca Obs.       | Brangane  | MPC                           |
| 484963     | 2009 TY7   | 14 out 2009 | Mayhill       | A. Lowe             | —         | MPC                           |
| 484964     | 2009 TR10  | 23 set 2009 | Kitt Peak     | Spacewatch          | —         | MPC                           |
| 484965     | 2009 TF17  | 15 out 2009 | La Sagra      | Mallorca Obs.       | —         | MPC                           |
| 484966     | 2009 TF18  | 17 ago 2009 | Kitt Peak     | Spacewatch          | —         | MPC                           |
| 484967     | 2009 TN20  | 11 out 2009 | La Sagra      | Mallorca Obs.       | —         | MPC                           |
| 484968     | 2009 TY30  | 22 set 2009 | Kitt Peak     | Spacewatch          | —         | MPC                           |
| 484969     | 2009 TE32  | 16 set 2009 | Catalina      | CSS                 | —         | MPC                           |
| 484970     | 2009 TV37  | 12 out 2009 | La Sagra      | Mallorca Obs.       | —         | MPC                           |
| 484971     | 2009 TY37  | 16 set 2009 | Kitt Peak     | Spacewatch          | —         | MPC                           |
| 484972     | 2009 TG39  | 25 set 2009 | Catalina      | CSS                 | —         | MPC                           |
| 484973     | 2009 TK39  | 15 out 2009 | La Sagra      | Mallorca Obs.       | —         | MPC                           |
| 484974     | 2009 TY45  | 15 out 2009 | Siding Spring | SSS                 | —         | MPC                           |
| 484975     | 2009 TX46  | 26 mar 2007 | Mount Lemmon  | Mount Lemmon Survey | —         | MPC                           |
| 484976     | 2009 UN3   | 19 out 2009 | Siding Spring | SSS                 | —         | MPC                           |
| 484977     | 2009 UL11  | 28 set 2009 | Mount Lemmon  | Mount Lemmon Survey | —         | MPC                           |
| 484978     | 2009 UY16  | 26 set 2009 | Catalina      | CSS                 | —         | MPC                           |
| 484979     | 2009 UK17  | 29 set 2009 | Mount Lemmon  | Mount Lemmon Survey | Brangane  | MPC                           |
| 484980     | 2009 UP24  | 18 out 2009 | Mount Lemmon  | Mount Lemmon Survey | —         | MPC                           |
| 484981     | 2009 UB55  | 13 dez 2006 | Kitt Peak     | Spacewatch          | —         | MPC                           |
| 484982     | 2009 UB58  | 23 out 2009 | Mount Lemmon  | Mount Lemmon Survey | —         | MPC                           |
| 484983     | 2009 UZ60  | 28 set 2009 | Mount Lemmon  | Mount Lemmon Survey | —         | MPC                           |
| 484984     | 2009 UW63  | 29 set 2009 | Kitt Peak     | Spacewatch          | —         | MPC                           |
| 484985     | 2009 UT77  | 21 out 2009 | Mount Lemmon  | Mount Lemmon Survey | —         | MPC                           |
| 484986     | 2009 UE88  | 21 out 2009 | Catalina      | CSS                 | —         | MPC                           |
| 484987     | 2009 UB91  | 30 set 2009 | Mount Lemmon  | Mount Lemmon Survey | Brangane  | MPC                           |
| 484988     | 2009 UL98  | 23 out 2009 | Mount Lemmon  | Mount Lemmon Survey | —         | MPC                           |
| 484989     | 2009 UM103 | 14 out 2009 | Kitt Peak     | Spacewatch          | —         | MPC                           |
| 484990     | 2009 UR112 | 26 out 2009 | Kitt Peak     | Spacewatch          | —         | MPC                           |
| 484991     | 2009 UG140 | 18 out 2009 | La Sagra      | Mallorca Obs.       | —         | MPC                           |
| 484992     | 2009 UJ147 | 24 out 2009 | Kitt Peak     | Spacewatch          | —         | MPC                           |
| 484993     | 2009 UF149 | 24 out 2009 | Kitt Peak     | Spacewatch          | —         | MPC                           |
| 484994     | 2009 VN    | 15 out 2009 | La Sagra      | Mallorca Obs.       | —         | MPC                           |
| 484995     | 2009 VZ14  | 8 nov 2009  | Mount Lemmon  | Mount Lemmon Survey | —         | MPC                           |
| 484996     | 2009 VK18  | 22 set 2009 | Mount Lemmon  | Mount Lemmon Survey | —         | MPC                           |
| 484997     | 2009 VC19  | 9 nov 2009  | Kitt Peak     | Spacewatch          | —         | MPC                           |
| 484998     | 2009 VR34  | 21 set 2009 | Mount Lemmon  | Mount Lemmon Survey | —         | MPC                           |
| 484999     | 2009 VT35  | 26 out 2009 | Kitt Peak     | Spacewatch          | —         | MPC                           |
| 485000     | 2009 VD36  | 10 nov 2009 | Mount Lemmon  | Mount Lemmon Survey | —         | MPC                           |